# Rollei

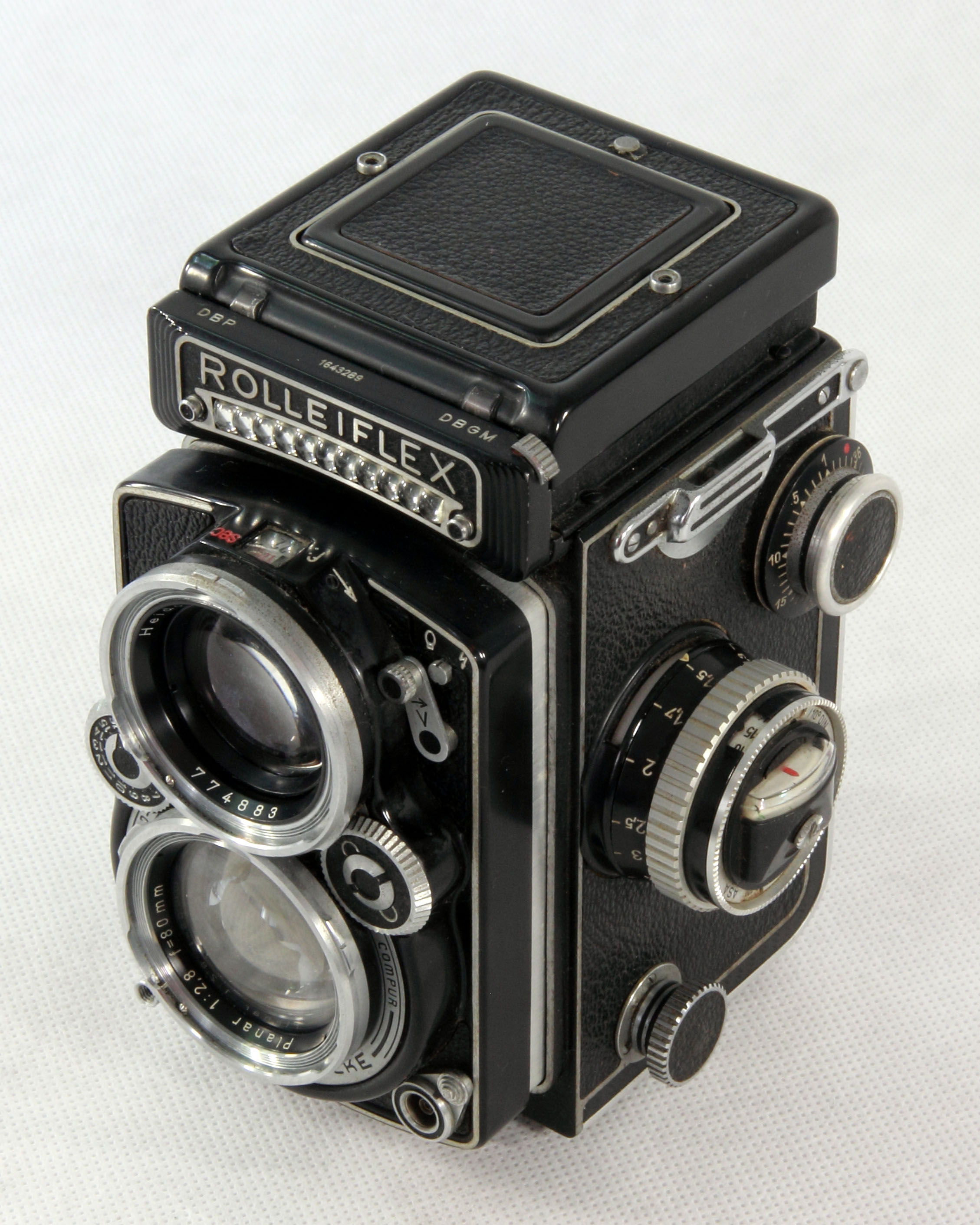
Zweiäugige Spiegelreflex

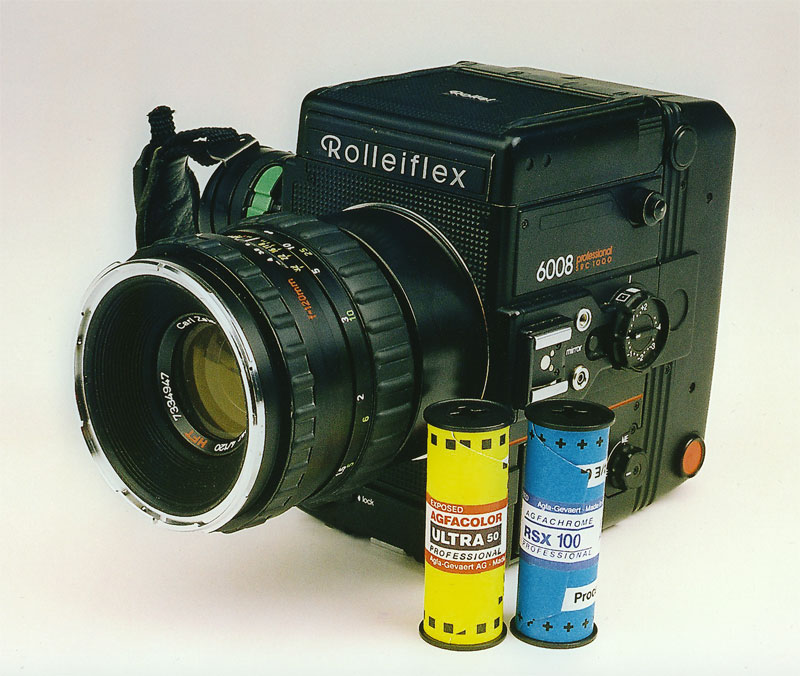
Professionelle Mittelformatkamera

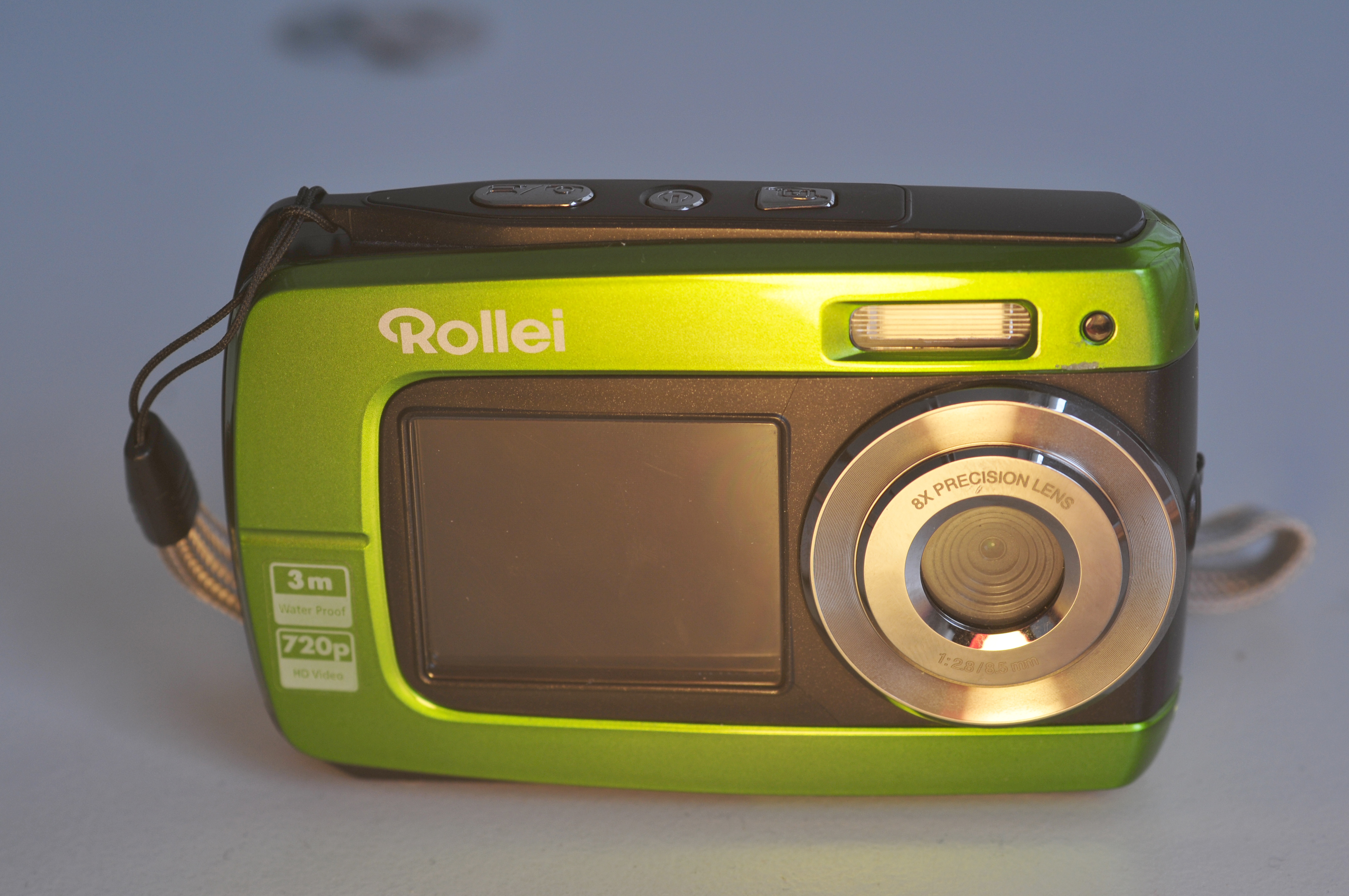
Preiswerte kompakte Digitalkamera

Rollei ist ein deutsches Unternehmen, das seinen Weltruf mit der zweiäugigen Rolleiflex begründete, einer richtungsweisenden Rollfilmkamera. Sitz des Unternehmens ist die schleswig-holsteinische Stadt Norderstedt bei Hamburg.
1920 wurde die Werkstatt für Feinmechanik und Optik, Franke & Heidecke in Braunschweig gegründet, um eine zweiäugige Spiegelreflexkamera zu fertigen. Das Unternehmen änderte mehrfach Firma und Rechtsform, so 1962 in Rollei-Werke Franke & Heidecke, 1979 in Rollei-Werke Franke & Heidecke GmbH & Co. KG, 1981 in Rollei Fototechnic GmbH & Co. KG und 2004 in Rollei GmbH. Der Firmensitz der Rollei GmbH wurde 2006 nach Berlin verlegt und gleichzeitig die Produktion in die Rollei Produktion GmbH, heute Franke & Heidecke GmbH in Braunschweig, ausgelagert. Zu einer weiteren einschneidenden Umstrukturierung des Unternehmens kam es 2007/2008.
Die vielen Namensänderungen deuten bereits auf eine bewegte Firmengeschichte hin: Nach Absatzproblemen der inzwischen veralteten Rolleiflex wurden Ende der 1960er Jahre die Produktionsstätten und das Sortiment vergrößert, was das kleine Unternehmen Rollei nicht verkraften konnte. Der Start der eigenen Produktion in Singapur 1970 war eine Pioniertat in der Fotoindustrie, die aber den Ruf der Firma als deutschen Präzisionshersteller schädigte. Nach mehreren fehlgeschlagenen Sanierungsversuchen erfolgte 1982 eine Konzentration auf Mittelformatkameras und wenige weitere Produkte. Ab 1986 wurden Vermessungssysteme, ab 1991 Digital- und moderne Kompaktkameras in das Sortiment aufgenommen.
Seit 2007 ist das Unternehmen dreigeteilt. Franke & Heidecke GmbH (Braunschweig) betreute den Bereich der Profiprodukte (Mittelformatkameras, Diaprojektoren). RCP-Technik GmbH & Co KG (Hamburg) übernahm den nichtprofessionellen Bereich (Rollei Consumer Products, d. h. kompakte Digitalkameras) in Europa und Rollei Metric GmbH das Geschäft im Bereich Photogrammetrie. Die Franke & Heidecke GmbH ist seit 2009 insolvent. Ein Teil der Insolvenzmasse wurde von der DHW Fototechnik GmbH aufgekauft, die digitale und analoge Mittelformatkameras, Fachkameras, Diaprojektoren und Kleinserien weiter produzierte, bis sie 2014 ebenfalls Insolvenz anmelden musste. An ihre Stelle trat die bis heute aktive DW Photo GmbH.

## 1920 bis 1928

### Firmengründung

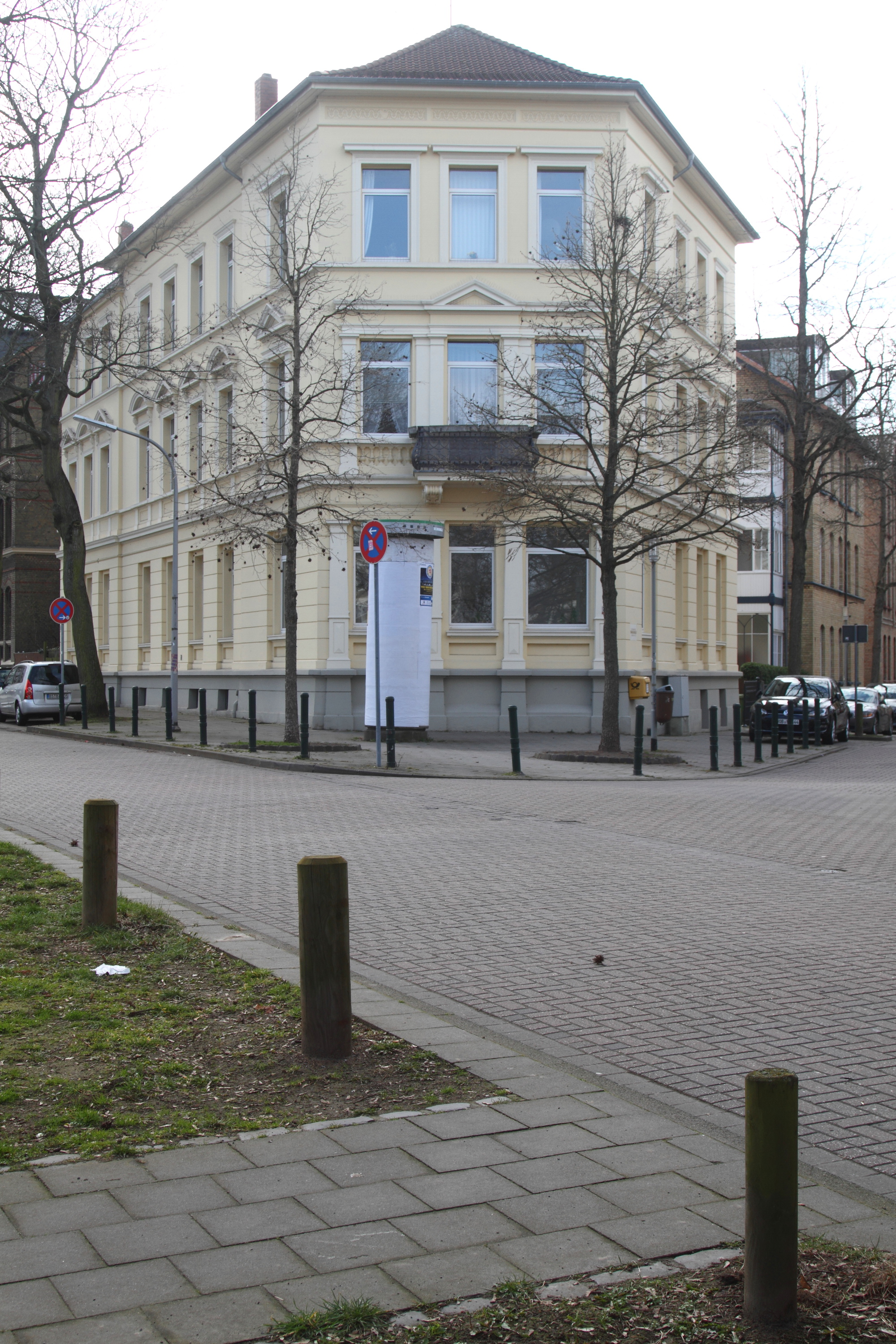
Stammhaus in der Viewegstraße

Im Rahmen seiner Tätigkeit als Fertigungsleiter im Braunschweiger Kamerawerk von Voigtländer hatte Reinhold Heidecke um 1916 die präzise Idee zu einer neuartigen Rollfilm-Kamera, fand mit diesem Vorschlag aber im Unternehmen kein Gehör.
Man befürchtete große Probleme mit der Planlage des Films, außerdem konnte man alle produzierten Plattenfilm-Kameras problemlos absetzen. Heidecke versuchte erfolglos, das Startkapital für ein eigenes Unternehmen zu bekommen, und präsentierte seine Pläne dann auf Drängen seiner Frau dem Fotokaufmann und ehemaligen Voigtländer-Mitarbeiter Paul Franke. Dieser war begeistert, er stellte 75.000 Mark für das Unternehmen zur Verfügung und sah sich nach weiteren Geldquellen um, die weitere 200.000 Mark erbrachten. Im November 1919 beschlossen beide, einen Gewerbeschein für das Unternehmen „Franke & Heidecke“ zu beantragen, das mit Wirkung zum 1. Februar 1920 ins Handelsregister eingetragen wurde.
Als Produktionsstätte mietete man einige Räume im Wohnhaus Viewegstraße 32 an, dem ersten Firmensitz des Unternehmens. Das Haus überstand den Zweiten Weltkrieg und existiert noch heute. Weitere Zimmer in diesem Haus wurden von einer Tanzschule genutzt, die aber wegen des Lärms bald ihren Unterricht einstellen musste. Bereits nach einem Jahr nutzte Franke & Heidecke das gesamte Haus, und schon 1922 lief das Unternehmen derart gut, dass man Kredite erhielt, um die Immobilie kaufen zu können.

### Stereo-Heidoscop

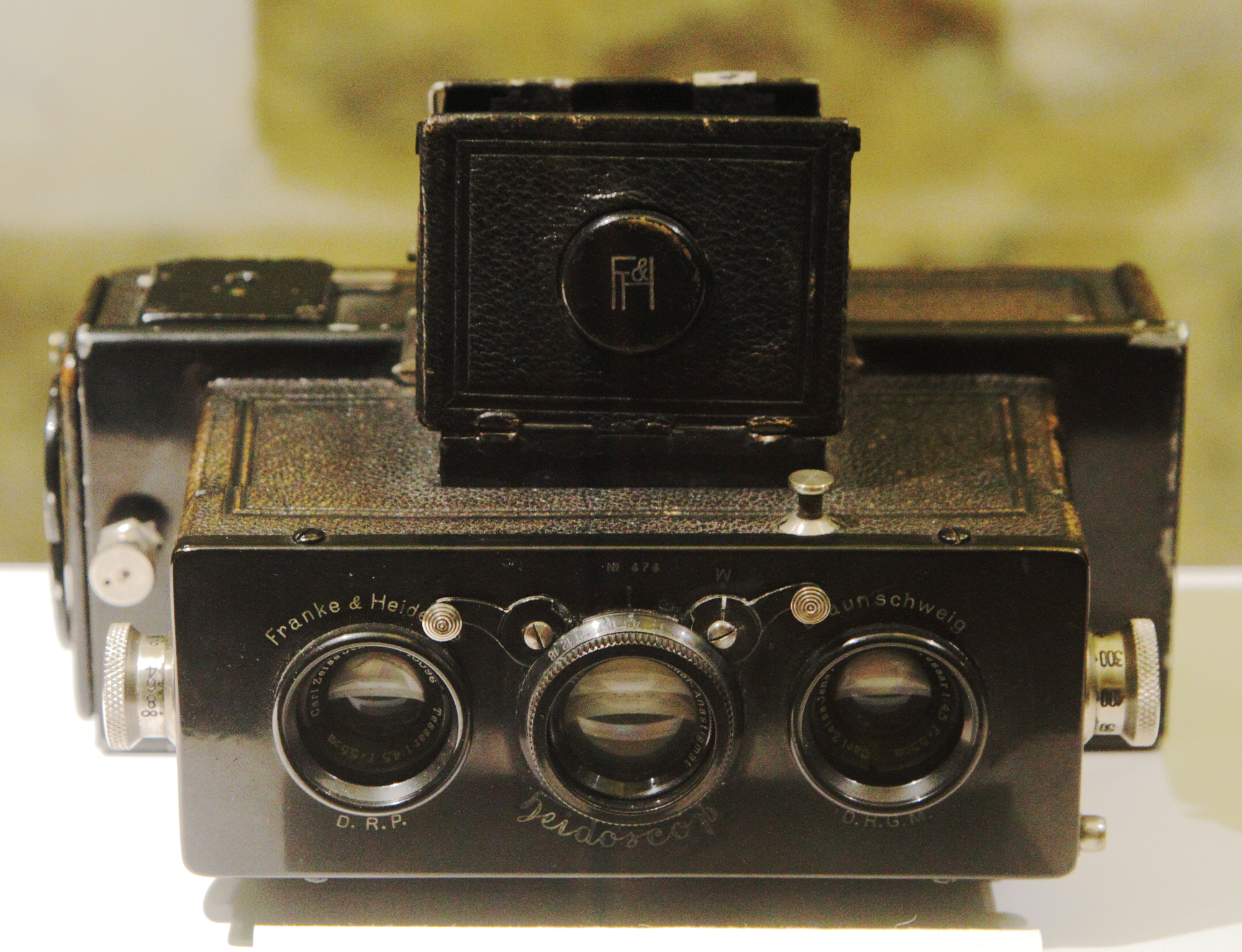
Erste Ausführung der Heidoscop-Kamera von 1921

Um das Unternehmen in Gang zu bringen, hatten sich Franke und Heidecke auf die vorübergehende Produktion einer Stereokamera geeinigt. Solche Kameras waren gerade sehr en vogue und Reinhold Heidecke überaus vertraut, fanden sie sich doch auch im Voigtländer-Programm. Um den Anschein einer plumpen Kopie zu vermeiden, kaufte man einige Modelle und schuf aus den verschiedenen Ideen die Stereo-Heidoscop mit zwei Objektiven von Carl Zeiss Jena vom Typ Tessar (f/4,5, 55 mm), zwischen denen sich das Sucherobjektiv, ein Carl Zeiss Super Triplet mit f/3,2, befand. Das Tessar galt seinerzeit als das am schärfsten abbildende Objektiv und wurde auch in den USA vielfach verwendet, obwohl es dort auch gute einheimische Produkte gab. Zeiss hatte einen international glänzenden Ruf, den Franke & Heidecke erfolgreich für sein Produkt nutzen konnte. Vor allem deswegen entschied man sich gegen preisgünstigere Alternativen. Die Kamera belichtete auf Glasplatten im Format 45 mm × 107 mm. Der Kameraname „Heidoscop“ sollte bei Voigtländer daran erinnern, dass es ein Fehler gewesen war, Heidecke nicht mehr Freiheiten zu gewähren.
Die Heidoscop geriet zu einem unerwartet großen Erfolg. 1923 wurde eine Heidoscop für den Rollfilm Typ 117 vorgestellt, wobei sich schließlich aus Rollfilm-Heidoscop die Bezeichnung Rollei ergab, aus der später der neue Firmenname des Unternehmens wurde.

### Inflationszeit
Während der galoppierenden Geldentwertung im Jahr 1923 wurde Paul Franke seinem Ruf als Finanzjongleur gerecht: Er setzte die Exporteinnahmen in Auslandswährung derart geschickt ein, dass das Unternehmen die Zeit unbeschadet überstand – hätte sich Heidecke entsprechend seinen ersten Überlegungen allein selbständig gemacht, wäre dies unmöglich gewesen.
In jener Zeit wurde ein neues Firmengelände erworben: Der Rat der Stadt Braunschweig war von einem Industriebetrieb im Wohngebiet aufgrund der Lärmbelästigung wenig begeistert und drängte auf einen neuen Standort. Daraufhin kam es am 10. Januar 1923 zur Unterzeichnung eines Kaufvertrags über ein 60.000 m² großes Grundstück an der damals etwas außerhalb der Stadt gelegenen Salzdahlumer Straße. Aufgrund der extremen Geldentwertung kostete das Gelände schließlich praktisch nichts. Mit dem Errichten der Fabrikgebäude wartete man aber den Erfolg der neuen Kamera ab. Paul Franke drängte dabei darauf, die Entwicklungsarbeiten aufgrund der desolaten Wirtschaftslage vorübergehend einzustellen. Heidecke glaubte an bessere Zeiten und war damit einverstanden.

### Rolleiflex

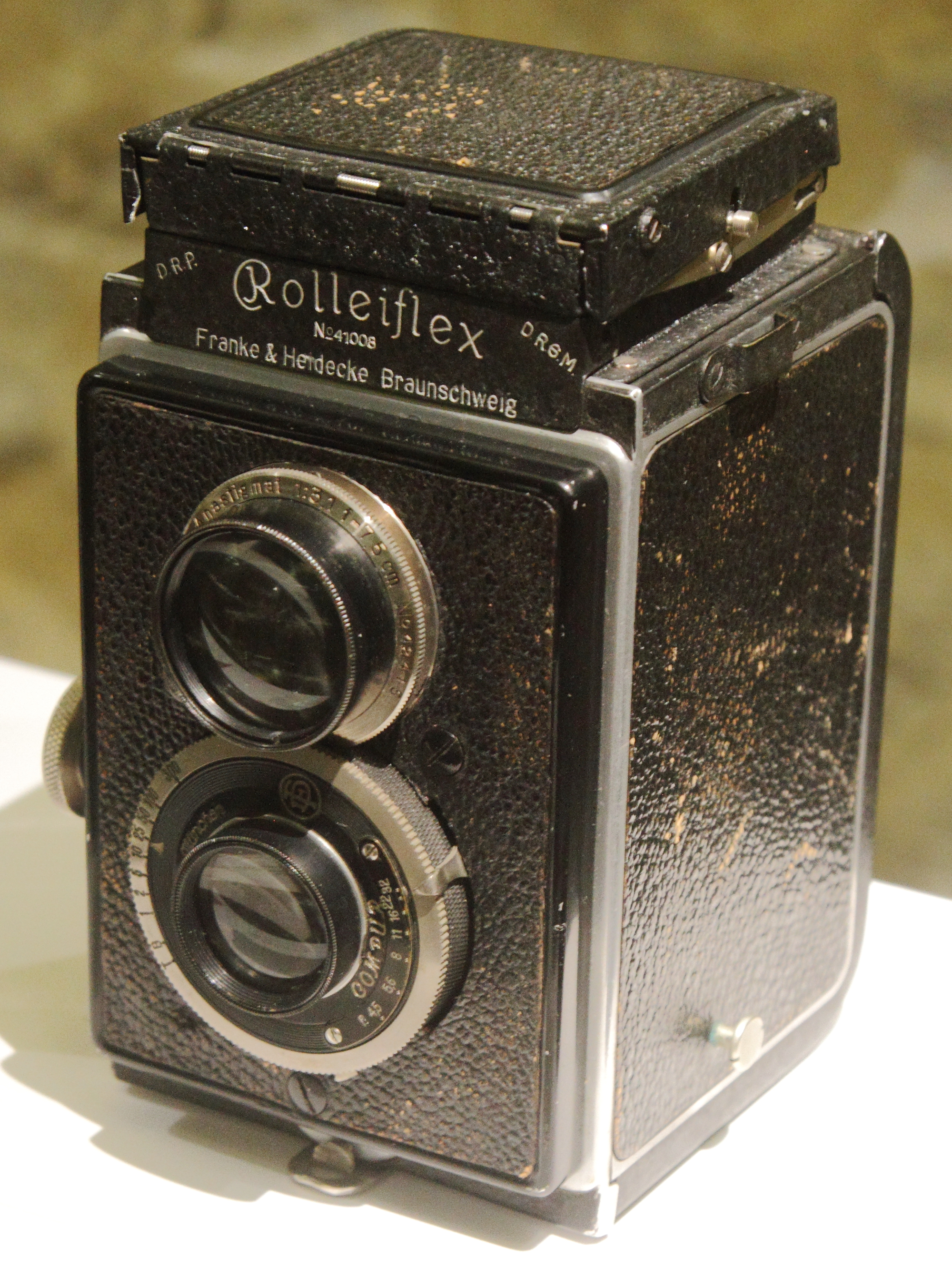
Erste Rolleiflex von 1928

1927 entstand dann endlich der erste Prototyp der neuen Kamera: Die Rolleiflex, wie sie genannt wurde, war ganz auf höchste Zuverlässigkeit hin konstruiert und verfügte deshalb über ein stabiles Spritzgussgehäuse aus Aluminium. Heidecke vermied einen Lederbalgen für den Objektivauszug, da er mit einem solchen schlechte Erfahrungen gemacht hatte: Um 1916 experimentierte er mit einer Kodak-Kamera, wobei er diese einmal in seinem Keller zurückließ und später ihren Balgen von einer Ratte zerfressen vorfand. Dies zeigte ihm bereits damals, dass eine Kamera für den Reportage-Einsatz, die auch in den Tropen einwandfrei funktionieren musste, keine verrottbaren Materialien besitzen darf. Aus demselben Grund vermied er einen Tuchverschluss und setzte auf den soliden Compur-Zentralverschluss.

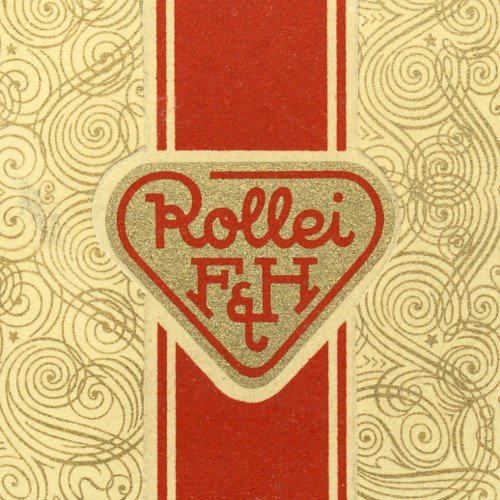
Originalkarton für Filter der Rolleiflex ca. 1930

Die Entfernungseinstellung geschah bei der neuen Kamera dadurch, dass der Träger mit dem Aufnahme- und Sucherobjektiv verschoben wurde, wobei er sozusagen einen Metallbalgen besaß, also die Platte seitlich das Gehäuse umschloss. Entscheidend dabei war exakt paralleles Verschieben der Platte, wozu Heidecke eine raffinierte Konstruktion entwickelte, die wesentlich zum Erfolg beitrug: Um die Öffnung für den Strahlengang hinter dem Aufnahmeobjektiv herum lag ein zentrales Zahnrad, das vier kleine Räder antrieb, je eins oben links und rechts sowie unten links und rechts. Diese kleinen Zahnräder verschoben Zahnstangen, die wiederum mit dem Objektivträger verbunden waren. Das System funktionierte perfekt und dank hochwertiger Materialien auch noch nach langjährigem Gebrauch. Lediglich der Sucheraufsatz und die Rückwand der Kamera, beides Aluminiumteile, mussten vorsichtiger behandelt werden, was bis zum Serienanlauf nicht mehr geändert werden konnte.
1928 wurde ein weiterer Prototyp gebaut, dann war es endlich so weit: Am 10. August startete die Produktion der ersten Serienkamera. Insgesamt entstanden in diesem Jahr 14 Exemplare. Am Montag, dem 11. Dezember lud man für 11 Uhr die Reporter zur Pressevorstellung in die festlich geschmückte Produktionsstätte. Paul Franke hatte eigens Pressepakete zusammengestellt, und eine Zeitschrift veröffentlichte daraufhin sogar einen Testbericht, ohne die Kamera je in den Händen gehalten zu haben.
Franke umging auch elegant das Problem, dass man gar nicht an Demonstrationsfotos gedacht hatte; die versandbereiten Kartons lagen leer und nur zu Werbezwecken in der Unternehmung.

## 1929 bis 1950

### Neues Werk

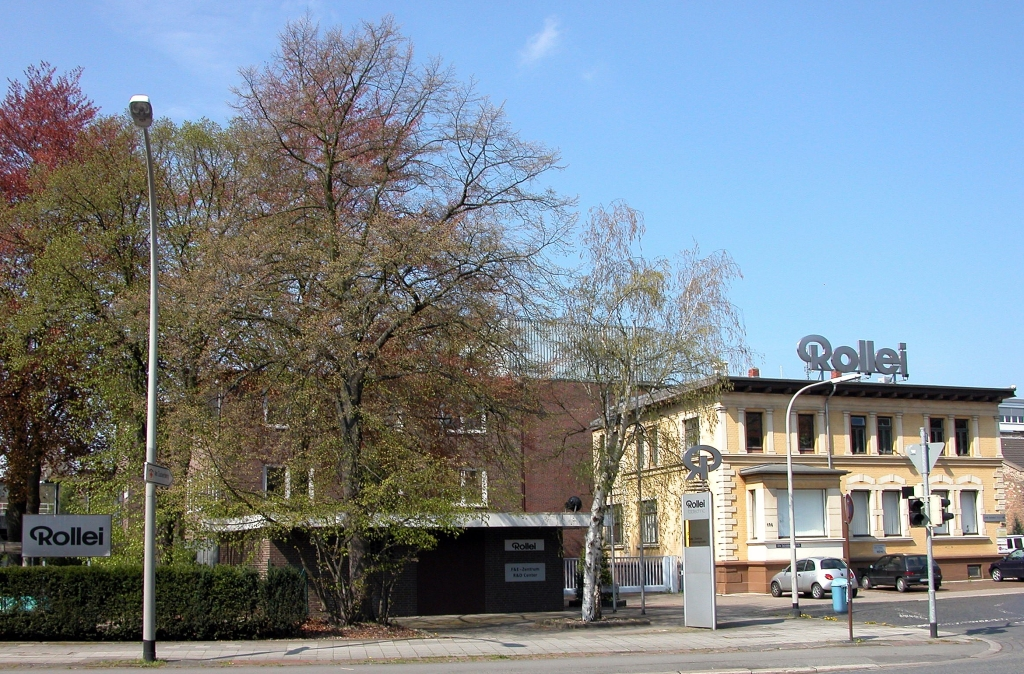
Rollei in Braunschweig (Salzdahlumer Straße)

Die Nachfrage nach der neuen Kamera überstieg die Produktionsmöglichkeiten an der Viewegstraße bei weitem.
Obwohl es kein billiges Produkt war, gingen schon im ersten Monat 800 Bestellungen ein. Die Rolleiflex kostete mit dem f/4,5-Objektiv 198 Reichsmark, mit dem f/3,8 sogar 225 RM. Der große Erfolg ermöglichte es, Kredite für die neue Fabrik zu bekommen und mitten in der Weltwirtschaftskrise wirtschaftlich äußerst erfolgreich zu sein. Im alten Werk entstanden bis 1932 noch 23.720 Kameras. Am neuen Standort, Salzdahlumer Straße, entstand ein Fabrikgebäude mit zwei Etagen und zusammen 2.000 m² Fläche, das eine Jahresproduktion von 20.000 Kameras erlaubte und 1930 bezogen werden konnte. Da das Gelände zwar mit öffentlichen Verkehrsmitteln leicht erreichbar, aber doch fern vom Stadtzentrum lag, errichtete man zudem eine Kantine und ein Geschäft für die nunmehr 309 Mitarbeiter.

### Babyflex

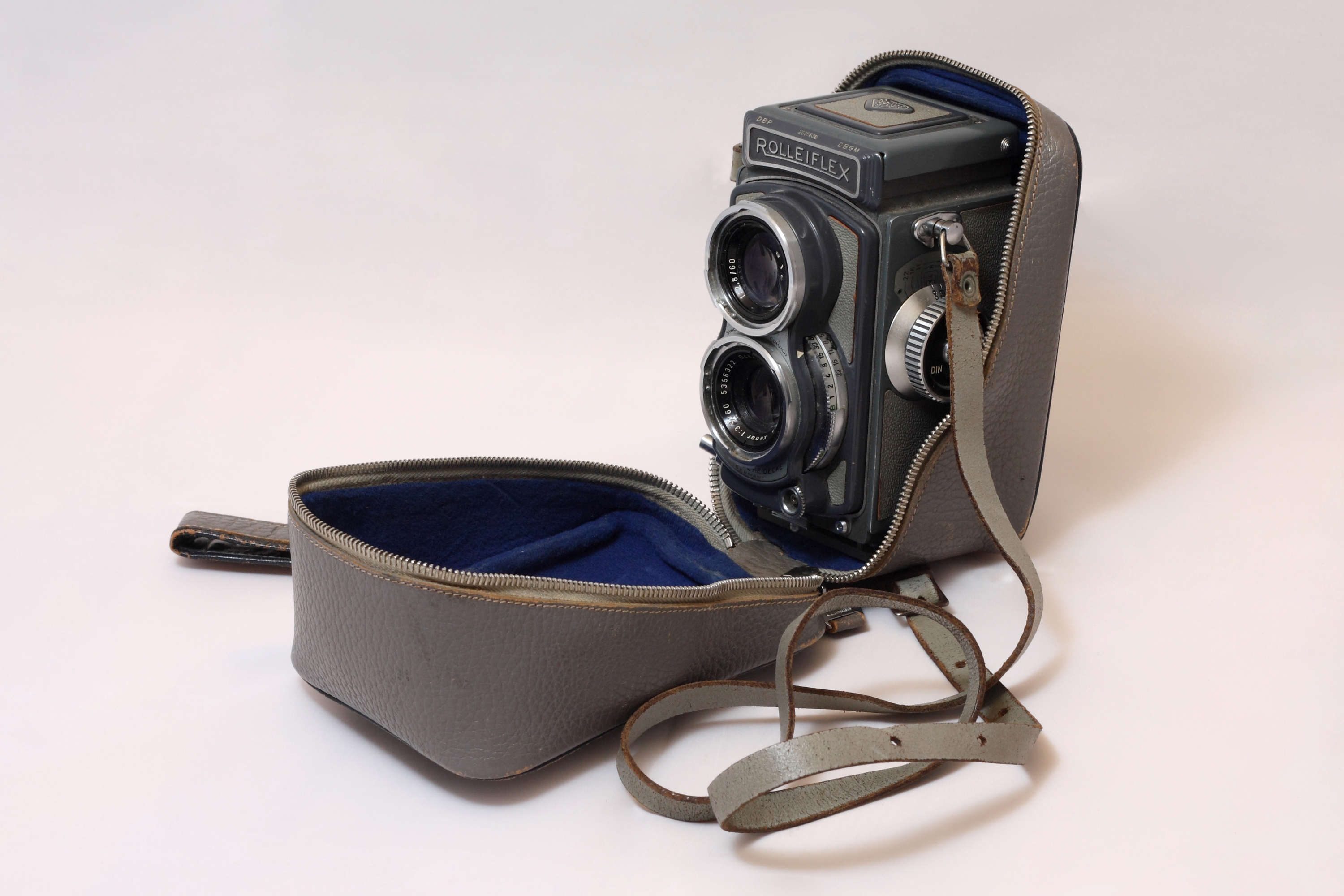
Rolleiflex Baby

Wilhelmine Heidecke, Reinholds Frau, regte den Bau einer „Damenkamera“ an, einer Rolleiflex für das sogenannte „Kleinbildformat“. Sie kam schließlich als erste Rolleiflex mit der berühmten Kurbel für den Filmtransport, die kurz darauf auch am 6×6-Modell zu finden war, auf den Markt. Die Rolleiflex 4×4, auf den Exportmärkten hieß sie Babyflex, verwendete den Filmtyp 127 und besaß ein Objektiv f/2,8 mit 60 mm Brennweite. Sie verkaufte sich aber nur in unerwartet kleinen Stückzahlen, weswegen sie nach dem Krieg zunächst nicht wieder aufgelegt wurde. Man vermutete in der Firmenleitung, dass viele Rollei-Fotografen mangels Vergrößerer nur Kontaktabzüge von ihren Negativen erstellten, was im Falle der Babyflex zu indiskutabel kleinen Bildern führte. Deswegen kam es erst 1957 wieder zu einer Neuauflage für 355 DM, die es bis 1968 gab, zunächst in grau, ab 1963 in schwarz. Aber auch von ihr entstanden gerade einmal ca. 67.000 Exemplare, obwohl sich inzwischen kaum ein Fotoamateur mehr mit Kontaktabzügen begnügte und man mit dieser Kamera erstellte Diapositive im Kleinbildprojektor vorführen konnte.

### Studiokamera
1932 fragte der Inhaber des bekannten Berliner Fotostudios Kardas, Salomon Kahn, bei Rollei an, ob er eine große Rolleiflex für das Format 9 cm × 9 cm bekommen könne. Als Vorwand gab er an, seine Kunden würden gerne die Negative mitnehmen, da sie an der Dauerhaltbarkeit der Abzüge zweifelten, und sich Rollfilme einfacher als Glasplatten archivieren ließen.
Tatsächlich wollte er den eigentlichen Grund nicht angeben, da Franke & Heidecke die NSDAP unterstützte, um genügend Arbeitskräfte zu bekommen.
Der Eigentümer seines Studios hatte nämlich das Wasser abgestellt, da er Probleme mit dem Vermieten an Juden befürchtete. So musste Kahn seine Platten zu Hause entwickeln, wobei sich Rollfilme leichter transportieren ließen. Auch ermöglichte eine Rollfilmkamera Hausbesuche.
In Braunschweig fand man die Idee, nach einer kleineren nun eine größere Rolleiflex für den Filmtyp 222 anzubieten, naheliegend, und hatte sich schon den Slogan: Sie sehen, was Sie bekommen ausgedacht. Solch eine Kamera hätte dem Fotografen die Arbeit im Studio wesentlich erleichtert, musste er doch zur damaligen Zeit unter einem schwarzen Tuch in gebückter Haltung die Kamera einstellen und in dieser Haltung zu seinem Motiv sprechen. Allerdings wurde man nach dem Misserfolg mit der Babyflex vorsichtig und baute erst einmal Testkameras. Eine bekam Salomon Kahn, weitere verschickte man paarweise ins Ausland, eine sollte der Importeur als Vorführgerät behalten, die andere an ein bedeutendes Studio abgeben.
Nachdem Salomon Kahn verhaftet worden war und sonst niemand auf eine Studiokamera drängte, stellte man das Projekt ein. Insgesamt entstanden 14 Studiokameras, von denen eine erhalten ist und heute dem Städtischen Museum Braunschweig gehört.

### Rolleicord

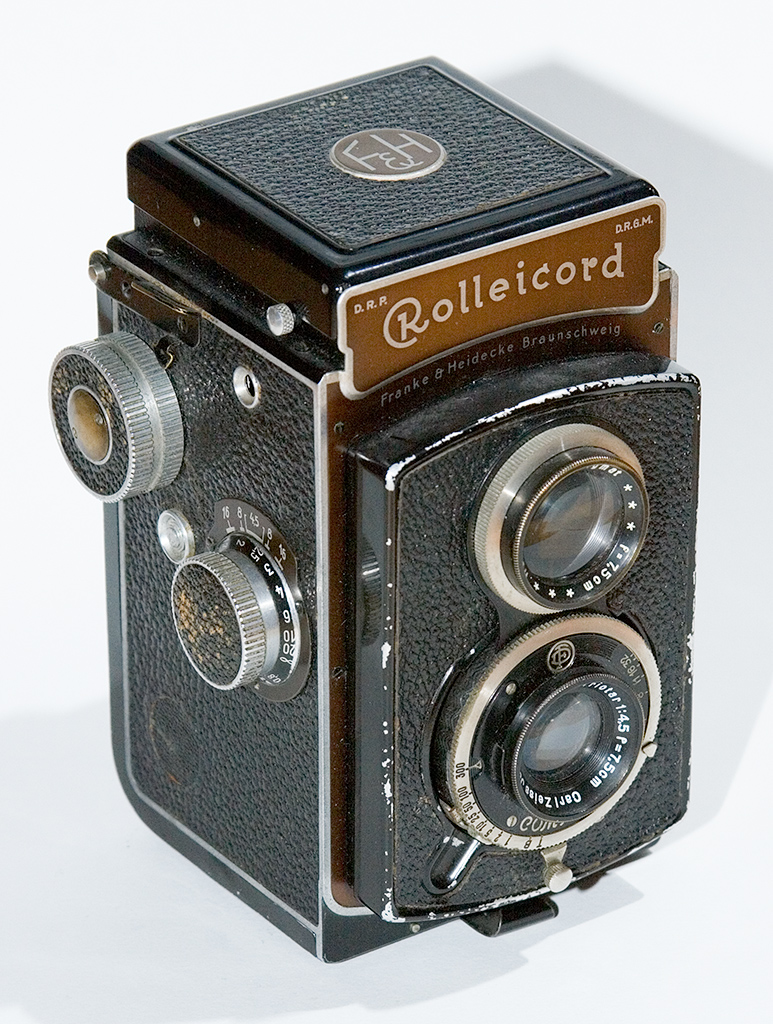
Rolleicord

1933 erschien mit der Rolleicord auch ein preisgünstiges Pendant der Rolleiflex mit einfacherem Objektiv, Stahlblech-Rückwand, Filmtransport-Knopf anstatt -Kurbel und bei dem ersten Modellen sogar ohne Zählwerk – dann zeigten die auf dem Film aufgedruckten Ziffern die Zahl der belichteten Bilder (siehe Rollfilm). Die Rolleicord I kostete 105 RM, alle Rolleicord zusammen brachten es bis zur Einstellung Ende 1976 auf eine Produktionszahl von 2.699.505 Exemplaren.

### Rolleiflex Automat
Mit der im Juni 1937 präsentierten Rolleiflex Automat gelang Franke & Heidecke ein weiterer bedeutender Fortschritt.
Musste man bislang nach dem Fotografieren den Verschluss neu spannen und den Film transportieren, so spannte sich nun der Verschluss mit dem Drehen der Transportkurbel automatisch.
Dies machte die Kamera nicht nur schneller wieder einsatzbereit, man konnte nun auch nicht mehr den Transport vergessen und so unabsichtlich Doppelbelichtungen erzeugen.
Diese Rolleiflex gewann den Großen Preis der Weltausstellung 1937, der ihr viel Beachtung einbrachte. Die beiden Firmengründer waren von ihrer neuen Entwicklung derart überzeugt, dass sie unverzüglich die Verträge für ein neues Werk unterzeichneten. Das Werk 2 bot mit 3.000 m² auf drei Etagen weiteren 700 Mitarbeitern Platz. Es konnte 1938 fertiggestellt werden. In jenem Jahr produzierte man bereits die 300.000. Kamera. Reinhold Heidecke bezeichnete die Rolleiflex Automat rückblickend als seine Lieblingskamera.

### Zweiter Weltkrieg
Bedingt durch den Zweiten Weltkrieg und die damit verbundene und von den Nationalsozialisten forcierte Kriegswirtschaft kamen ab 1940 keine neuen Kameramodelle mehr auf den Markt, und die Stereokamera wurde schließlich eingestellt. Rollei erlitt erhebliche Vermögensverluste dadurch, dass die Außenstände in den „Feindstaaten“ verlorengingen. Kontrollen und Formalitäten erschwerten die Exporte in neutrale Länder erheblich. Da zudem die Überseemärkte wegbrachen, reduzierte Paul Franke die Belegschaft auf 600 Mitarbeiter.

#### Produktion von Rüstungsgütern
Neben den bekannten Kameras wurden, ähnlich wie bei der ortsansässigen Konkurrenz Voigtländer, nun auch bei Rollei kriegswichtige Rüstungsgüter produziert, wie z. B. Präzisionsoptiken für Ferngläser, Periskope, Zielfernrohre (u. a. für Scharfschützen) und Richtkreise für die Artillerie. Für diese Produkte mussten erhebliche Gelder aufgewendet werden, trotzdem konnte man noch in kleinem Umfang eine reguläre Entwicklung betreiben und dabei an vergüteten Objektiven sowie der Blitz-Synchronisation arbeiten. Die Kameras fanden u. a. Verwendung bei der Feindaufklärung.
Als eines der Zentren der deutschen Rüstungsindustrie war Braunschweig zahlreichen, teilweise sehr schweren Bombenangriffen ausgesetzt, die die Stadt stark zerstörten. Am 1. und 15. Januar 1944 und dann noch einmal am 13. August wurden so auch die Rollei-Produktionsstätten in Mitleidenschaft gezogen.
Bei Kriegsende in Braunschweig am 12. April 1945 waren die Produktionsanlagen zu 65 % zerstört.

### Nachkriegszeit
Braunschweig gehörte zur britischen Besatzungszone. Das Fortbestehen des Unternehmens wurde von der Besatzungsmacht unterstützt, es wurden sogar einige Zeiss-Objektive aus der sowjetischen Zone beschafft. Franke & Heidecke begann wieder mit 72 Mitarbeitern, um Weihnachten 1945 waren es bereits 172, wobei die gesamte Jahresproduktion 1945 an das britische Verteidigungsministerium geliefert wurde. Im Hinblick auf die Versorgungslage kamen auch Objektive des westdeutschen Herstellers Schneider zum Einsatz, was unproblematisch war, da dieser eine ebenso gute Qualitätskontrolle wie Zeiss besaß.
Verheerende Folgen für das Unternehmen hatte allerdings der Tod von Paul Franke im Frühjahr 1950: Damit ging nicht nur eine Ära in der Firmengeschichte zu Ende, fehlendes kaufmännisches Geschick führte das Unternehmen nun mehrfach an den Rand des Ruins.

## 1950 bis 1963

### Goldene Ära

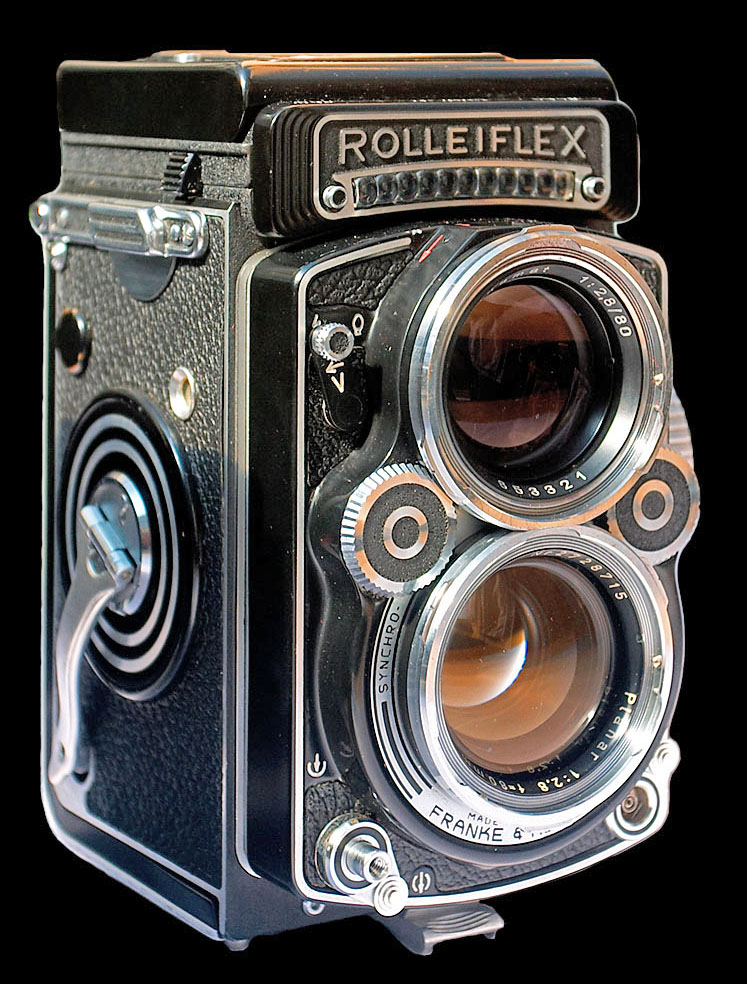
Rolleiflex

Horst Franke, Sohn des verstorbenen Paul Franke, trat dessen Nachfolge an. Die Unternehmensleitung unter seiner Führung agierte insgesamt gesehen weniger erfolgreich als unter Paul Franke. Insbesondere fehlte ihr die nötige Flexibilität, sich auf veränderte Situationen einzustellen; man unterließ es beispielsweise, in Krisenzeiten die Belegschaft zu reduzieren, während Paul Franke zu Kriegsbeginn sofort in dieser Richtung reagiert hatte (siehe auch: Paul Franke).
Zunächst jedoch stand Rollei konkurrenzlos da und ließ sich dadurch in immer größeren Mengen verkaufen. In den 1950er Jahren setzte praktisch jeder Pressefotograf eine Rolleiflex ein, und auch bei Fotoamateuren fand man diese Kamera ausgesprochen häufig. Die Kamera war derart populär, dass es über 500 Nachbauten gab, davon mehr als die Hälfte aus Japan. Das Werk wuchs rasant, 1956 hatte es bereits 1.600 Mitarbeiter und verkaufte bereits die millionste Kamera, 1957 waren es sogar 2.000 Mitarbeiter.

### Rolleiflex-Entwicklungen
Unterwasser-Gehäuse
Der Tauchpionier Hans Hass fragte bei Franke & Heidecke an, ob er ein spezielles Gehäuse für Unterwasseraufnahmen bekommen könne. Daraufhin baute man das raffinierte, bis 100 m Tiefe geeignete Unterwassergehäuse Rolleimarin. Es bestand aus zwei Guss-Teilen. Das Oberteil enthielt ein Prisma, welches an die Kamera-Einstellscheibe angeschlossen wurde. Es wies überdies auf seiner Oberseite Drehknöpfe auf, welche die Zeit- und Blendeneinstellung übertrugen. Am Unterteil fanden sich die Entfernungseinstellung auf der linken und die Transportkurbel mitsamt Bildzählwerk auf der rechten Seite. Zudem gab es einen Filterrevolver. Für Blitzaufnahmen konnte man eine spezielle Leuchte anschließen, hierzu musste man ein Batteriegehäuse ins Gehäuse einlegen. Selbstverständlich konnte man auf dem Gehäuse auch einen Rahmensucher anschrauben.
Tele- und Weitwinkel-Objektive
Unter all den Nachbauten gab es keine Kamera, die der originalen Rolleiflex überlegen gewesen wäre, bis 1956 die Mamiya C erschien. Die Japaner stellten dieses Modell mit drei Doppelobjektiven vor (normal, Tele- und Weitwinkel). Später kamen weitere Doppelobjektive mit 55 mm bis 250 mm Brennweite hinzu, darunter sogar eins mit abblendbarem Sucherobjektiv, um die Schärfentiefe im Sucher kontrollieren zu können. Zur Rolleiflex gehörte indes stets das fest eingebaute Normalobjektiv, von Rollei selbst gab es lediglich den Televorsatz Magnar mit vierfacher Vergrößerung. Er wurde nur vor das Aufnahmeobjektiv gesetzt, für das Sucherbild wurde lediglich eine Maske auf die Einstellscheibe gelegt, das Bild also nicht vergrößert. Zeiss bot zudem zwei doppellinsige Vorsätze an, die ins Filterbajonett des Sucherobjektivs eingehängt und ins Bajonett des Aufnahmeobjektivs eingedrückt wurden. Der fünflinsige Mutar-Televorsatz vergrößerte 1,5-fach, wog 327 g und zeigte bis 4 m Aufnahmeentfernung ein korrektes Sucherbild. Der vierlinsige Mutar-Weitwinkelvorsatz vergrößerte 0,7-fach und wog 437 g, sein Sucherbild stimmte bis 1 m Entfernung überein. Für alle Vorsätze empfahl es sich aber, für eine maximale Abbildungsqualität um zwei Stufen abzublenden, weswegen sie gegenüber Wechselobjektiven nur als Behelf erschienen.
Als Reaktion auf die Mamiya konstruierte man eine vergleichbare Rollei und gab sie Reportern zum Testen. Obwohl diese begeistert waren, sah man sich schließlich doch nicht in der Lage, die Objektive mit gewohnter Präzision abnehmbar zu gestalten, was die Fachwelt allerdings sehr verwunderte. Als Kompromiss kam es zur 1959 vorgestellten Tele-Rolleiflex mit einem Zeiss Sonnar f/4, 135 mm. Diese Kamera war insbesondere für Porträt-Aufnahmen von allergrößtem Nutzen. Eine geplante Version mit 150 mm Brennweite kam indes nicht mehr ins Programm. Eine Weitwinkel-Rolleiflex folgte 1961 mit einem f/4, 55 mm Objektiv. Sie wurde nur bis 1967 gebaut und gehört heute – ausgenommen Sondermodelle – zu den seltensten Rolleiflex-Kameras. Ihr Vorteil lag vor allem bei stark besuchten Ereignissen, wenn der Reporter sich vor die Menschenmenge stellen musste.
Rolleikin

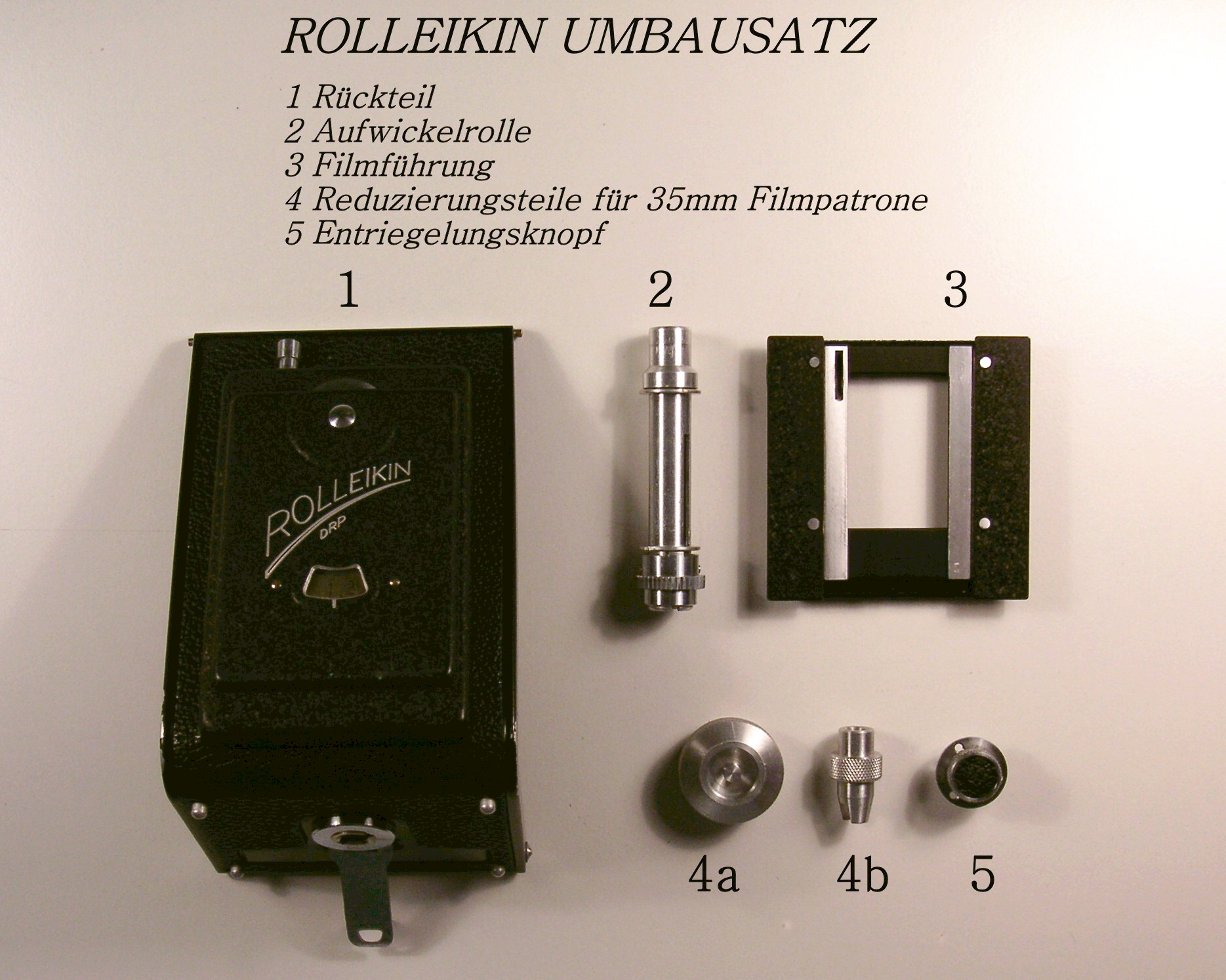
Rolleikin-Bausatz

Rolleikin war ein Zubehör- und Umbausatz, der es ermöglichte, die Rolleiflex oder die Rolleicord in eine Kamera umzubauen, die 35 mm Kino-Film (daher der Name „Kin“) anstatt des 6 × 6 cm Rollfilms verwenden konnte. Rolleikin gab es in unterschiedlichen Varianten für verschiedene Kameramodelle. In allen Fällen musste die Kamera umgebaut und ergänzt werden. Unter anderem musste man einen neuen Filmhalter für 135 Filmkassetten sowie eine neue Aufwickelspule, Zähler für 36 Bilder, Maske für Schachtsucher und eine andre Filmführung einbauen. Bei ältern Rollei-Modellen musste auch das Kamerarückteil ausgetauscht werden.
Rollei Magic
Reinhold Heidecke konstruierte noch bis zu seinem Tod im Jahr 1960 neue Kameras, wobei ihn nun niemand mehr an die Kosten mahnte. So dachte er sich auch die Magic aus, für die einige teure Werkzeuge gefertigt werden mussten, was die geringe Stückzahl nicht rechtfertigte. Dies stand beispielsweise vollkommen im Gegensatz zu Agfa, wo man stets versuchte, ein Gehäuse für möglichst viele Modelle zu verwenden.
Es handelte sich um eine mit 435 DM relativ teure Kamera für den fotografischen Laien. Sie besaß einen gekuppelten Selen-Belichtungsmesser, der eine Programmautomatik steuerte, die mit Belichtungszeiten von 1/30 bis 1/300 s und Blendenwerten von 3,5 bis 22 arbeitete. Es gab nur zwei Einstellräder, eins für die Schärfe und ein weiteres für die Belichtungszeiten 1/30 s zum Blitzen und B für Nachtaufnahmen. Die Magic II für 498 DM erlaubte dann auch eine manuelle Belichtungseinstellung.

### Situation um 1960
Gegen Ende der 1950er Jahre war der Markt mit zweiäugigen Mittelformatkameras allmählich gesättigt, Amateure und Reportagefotografen wandten sich zunehmend dem Kleinbild zu und Studiofotografen der einäugigen Mittelformatkamera. Diese Einäugigen waren zwar sehr teuer, sie boten aber Wechselobjektive und Filmmagazine. Letzteres ermöglichte einen schnellen Filmwechsel, wobei üblicherweise ein Assistent die Magazine neu füllte.
Marktführer auf diesem Gebiet war das schwedische Unternehmen Hasselblad. Sie begann 1948 mit dem technisch unzulänglichen Modell 1600 F, dessen Verschluss nicht einwandfrei funktionierte. 1952 folgte die 1000 F mit eingeschränktem Zeitbereich, um das Problem zu beheben, aber der Schlitzverschluss war immer noch sehr störanfällig. Zunächst stellte sie keine Konkurrenz zur vollkommen ausgereiften Rolleiflex dar. 1957 änderte sich die Situation aber mit der legendären Hasselblad 500 C mit Compur-Zentralverschluss. Die Unternehmensführung unter Horst Franke verschlief diese Entwicklung und versäumte es, der Hasselblad ein Konkurrenzmodell entgegenzustellen. Daraufhin bekam Franke & Heidecke Absatzprobleme und geriet in wirtschaftliche Schwierigkeiten. Horst Franke gab die Unternehmensleitung schließlich ab.

### Vollkommen neue Produkte
Projektoren
1960 kam der erste Rollei Diaprojektor heraus: Der P 11 konnte sowohl Kleinbild- (5 cm × 5 cm), wie auch Mittelformaträhmchen (7 cm × 7 cm) aufnehmen. Hierzu gab es zwei Aufnahmevorrichtungen, rechts für Kleinbild- und links für Mittelformat-Diamagazine. Dieser Universal-Projektor kostete 398,60 DM zuzüglich 97,50 DM für das Standardobjektiv. Der P 11 blieb noch bis 1978 im Programm, nach ihm erschienen zahlreiche weitere Projektoren, die erheblich zum Umsatz des Unternehmens beitrugen.
Rollei 16

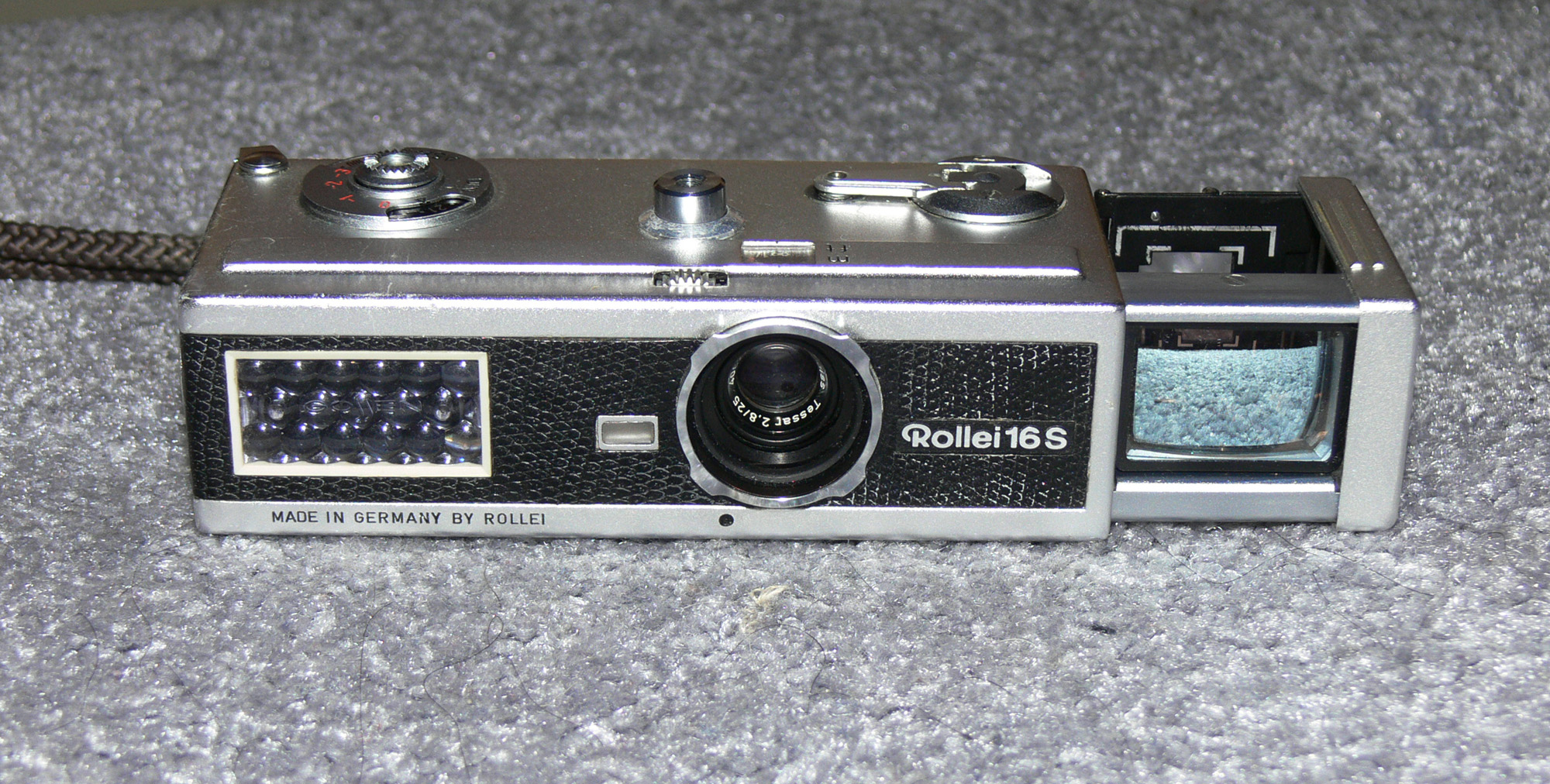
Rollei 16S

Als erste völlige Neukonstruktion nach dem Krieg erschien 1963 die Rollei 16, eine Kleinstbildkamera mit dem Filmformat 12 mm × 17 mm, einem Tessar f/2,8, 25 mm für 425 DM. Das ausgefallene Format scheint heute verwunderlich, um Rollei wieder in die Gewinnzone zu bringen; aber damals war die deutsche Kameraindustrie der Überzeugung, dass darin die Zukunft liege. Auch Leica und Wirgin (Markenname Edixa) konstruierten solche Kameras.
Rollei verwendete spezielle, Super 16 genannte Patronen für 18 Aufnahmen, zu deren Produktion sich kein Filmhersteller bereit erklärte, sodass man die Filme selbst konfektionieren musste. Ein Schwarzweiß-Film kostete 5 DM, der Farbdiafilm mit Entwicklung 12,50 DM – die Filme gab es bis 1981 im Programm. Der Filmanfang brauchte dabei nur in die zugehörige Führung der Kamera eingelegt zu werden, eine Aufwickelspule gab es nicht, der Film bildete eine freitragende Spirale. Die eingeschränkte Filmauswahl und -verfügbarkeit war dem Absatz naturgemäß nicht zuträglich, sodass gerade einmal ca. 25.000 Exemplare produziert wurden. Da Rollei hierzu auch noch viel Geld für zahlreiche Annoncen ausgab, konnte diese Kamera das Unternehmen nicht einmal ansatzweise aus der bedenklichen Finanzsituation befreien. Es erwies sich als fahrlässig, auf einen Filmtyp zu setzen, den der Marktführer Kodak nicht unterstützte. Die Technik der Rollei 16 entsprach dem Verkaufspreis, der Sucher besaß einen automatischen Parallaxenausgleich bis 40 cm Motiventfernung, der Filmtransport ging mit Betätigen des Sucherschiebers vonstatten und es gab Mutar genannte Vorsätze für Weitwinkel- (0,5 ×) und Teleaufnahmen (1,7 ×) im Zubehörprogramm. 1965 folgte die verbesserte Rollei 16 S.

## 1964 bis 1974

### Neuausrichtung
Heinrich Peesel
Um Rollei wieder in die Gewinnzone zu bringen, holte die Geschäftsführung mehrere Gutachten ein. Der Hamburger Physiker Heinrich Peesel lieferte ein mit fünf Seiten besonders kurzes ab, woraufhin man sich beeindruckt zeigte, ihn um die Unternehmensführung bat und dabei sogar weitreichende Forderungen akzeptierte.
So folgte der 38-jährige Peesel zum 1. Januar 1964 Horst Franke als Geschäftsführer und schlug prompt einen sehr riskanten Kurs ein, welcher nach anfänglichen Erfolgen in einem Fiasko endete. Seine grundlegende Idee war es, in möglichst allen Bereichen der Fotografie aktiv zu sein und sich nicht mehr wie bisher auf eine Produktlinie zu konzentrieren. Dies stand im vollkommenen Gegensatz zur bisherigen Unternehmenspolitik. So hatte beispielsweise die britische Besatzungsmacht auf die Frage nach dem Geheimnis des Unternehmenserfolgs zur Antwort bekommen, es gebe keines, es liege nur in 25 Jahren Erfahrung und in der Konzentration auf einen einzigen Kameratyp.
Neue Produkte

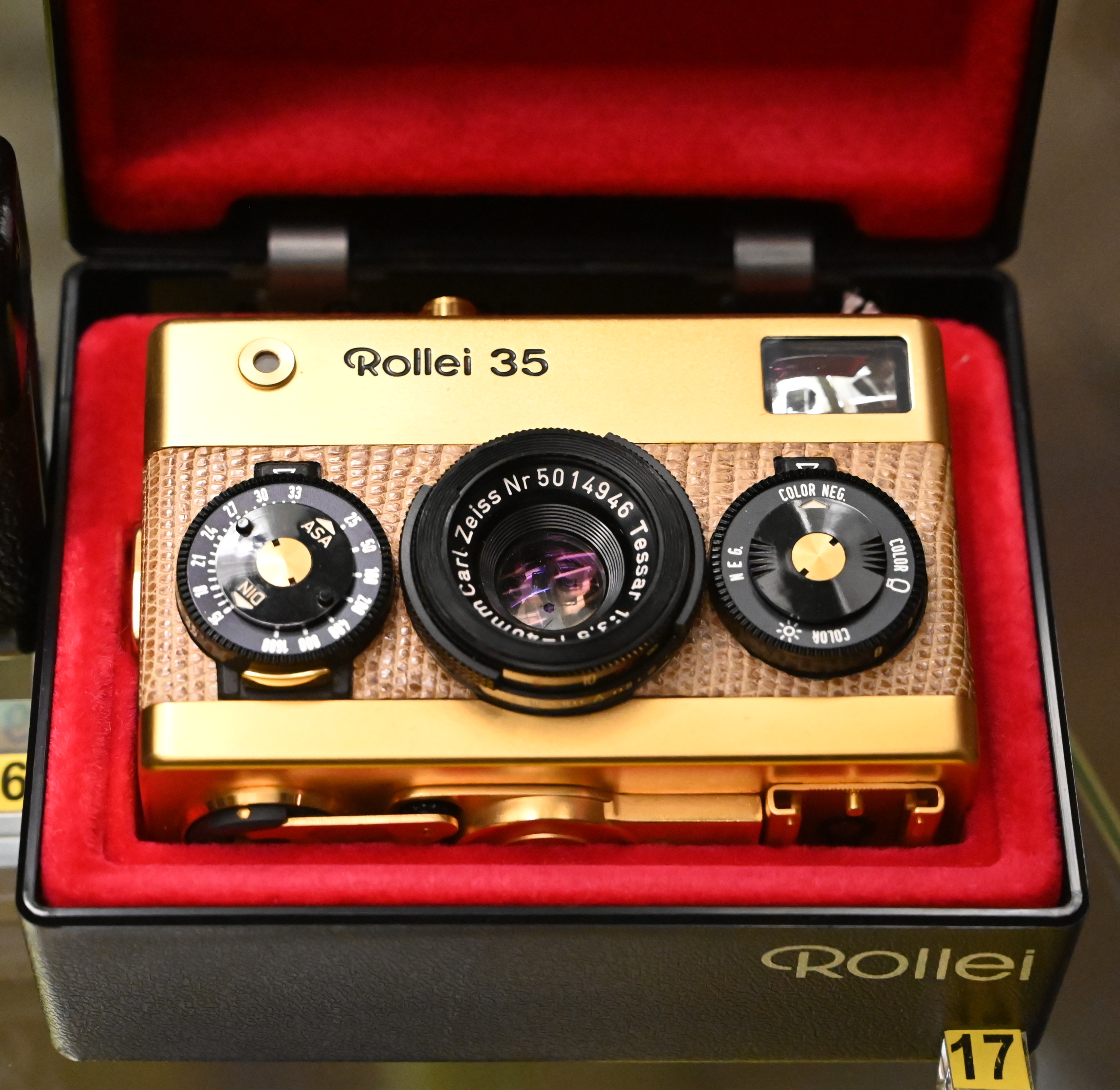
Rollei 35 S Gold „Elisabeth“ zum 50-jährigen Firmenjubiläum 1979/80.

Peesel ließ sich sämtliche Pläne für neue Produkte zeigen, um sie zu analysieren. Gebaut werden sollten:
- die Rollei 35, eine Taschenkamera für den weltweit verbreiteten Kleinbildfilm vom Typ 135
- die SL 66, ein Pendant zur Hasselblad 500 C
- der Rolleiscop Schublift-Projektor

Beim Schublift-Projektor handelte es sich um ein kompaktes Gerät im Hochformat, das dicht an dicht hintereinander liegende Dias aufnehmen konnte und mittels eines Förderbandes vorführte. Die Kapazität lag bei 32 Dias in Glas- bis 72 Dias in Papprähmchen, wobei unterschiedliche dicke Rähmchen beliebig gemischt werden konnten. Die einzige Voraussetzung bestand lediglich in einer gleichmäßigen Rahmendicke, die Rähmchen durften also nicht gewölbt sein.
Organisation und Marketing
Außerdem erhöhte Peesel den Werbeetat immens und gestaltete die Produktion effizienter, wozu er 110 von 120 Mitarbeitern mit Führungsfunktion entließ und das betriebliche Vorschlagswesen extrem forcierte. Die neuen Produkte kamen bei den Kunden ausgezeichnet an, wodurch das Unternehmen nach den Verlusten im Jahr 1963 mitten in der ersten Wirtschaftskrise der Nachkriegszeit ein jährliches Wachstum von 30 % erzielte. Der Umsatz stieg von 24 Millionen DM 1964 auf 85 Millionen DM im Jahr 1970. Im weiteren Verlauf kam es dann zu weniger erfolgreichen Produkten und Fabrikneubauten, die nicht zur Unternehmensgröße passten.

### Rolleiflex SL 66
Schon seit einiger Zeit erwähnte die Fachpresse immer wieder eine zukünftige Super-Rolleiflex, aber erst 1966 erschien die entsprechende SL 66, wobei SL für single lens, also „einäugig“ stand. Es handelte sich bei diesem Produkt um eine raffinierte Systemkamera. Die SL 66 kostete mit Normalobjektiv (f/2,8, 80 mm) 2.778 DM, sie wurde selbstverständlich mit einer Reihe von Wechselobjektiven von Carl Zeiss, Oberkochen vorgestellt:
- Distagon (HFT) f/3.5, 30 mm (3.300 DM, Preis 1976)
- Distagon (HFT) f/4, 40 mm (1.810 DM, Preis 1969)
- Distagon (HFT) f/4, 40 mm, (Floating Elements), (7.998 DM, Preis 1994)
- Distagon (HFT) f/4, 50 mm (1.075 DM)
- Distagon (HFT) f/3.5, 60 mm (3.100 DM, Preis 1986)
- PCS-Rolleigon (HFT)(Shift) f/4.5, 75 mm (4.800 DM, Preis 1986)
- Distagon (Zentralverschluss) f/4, 80 mm, bis 1/500 s Blitzsynchronisation (1.050 DM, Preis 1970)
- Planar (HFT) f/2.8, 80 mm (860 DM, Preis 1969)
- S-Planar (Makro) f/5,6, 120 mm (1.250 DM)
- Makro-Planar (HFT) f/4, 120 mm (6.078 DM, Preis 1994)
- Sonnar (HFT) f/4, 150 mm (1.075 DM)
- Sonnar (Zentralverschluss) f/4, 150 mm, bis 1/500 s Blitzsynchronisation (1.230 DM, Preis 1970)
- Sonnar (HFT) f/5.6, 250 mm (1.075 DM)
- Tele Tessar (HFT) f/5,6, 500 mm (2.263 DM)
- Tele Tessar (HFT) f/8, 1000 mm (46.392 DM, Preis 1994)
- Mirotar (Spiegelobjektiv) f/5,6, 1000 mm (4.537 DM)

Viele Objektive wurden hierbei unter der Angabe Made by Rollei von Rollei selbst gefertigt, mit dem roten HFT wurde außerdem kenntlich gemacht, dass auch in Braunschweig die sonst nur von Carl Zeiss selbst in Oberkochen durchgeführte T*-Entspiegelung genutzt wurde.
Lupenobjektive konnten mittels eines simplen RMS-Adapterrings angebracht und fokussiert werden, für folgende Objektive wurde gleich in der Anleitung die Vergrößerungstabelle mit Belichtungskorrektur geführt.
- Zeiss Luminar f/2.5, 16 mm (RMS-Gewinde 0,8 Zoll × 1/30 Zoll), bis zu 7-fachen Vergrößerungsfaktor ohne Zwischenringe
- Zeiss Luminar f/3.5, 25 mm (RMS-Gewinde 0,8 Zoll × 1/30 Zoll), bis zu 6-fachen Vergrößerungsfaktor ohne Zwischenringe
- Zeiss Luminar f/4, 40 mm (RMS-Gewinde 0,8 Zoll × 1/30 Zoll), bis zu 4-fachen Vergrößerungsfaktor ohne Zwischenringe
- Zeiss Luminarr f/4.5, 63 mm (RMS-Gewinde 0,8 Zoll × 1/30 Zoll), bis zu 3-fachen Vergrößerungsfaktor ohne Zwischenringe
- Zeiss Luminar f/6.3, 100 mm (M44 × 0,75-Gewinde), bis zu 1,5-fachen Vergrößerungsfaktor ohne Zwischenringe

Die Lupenobjektvive mit den gleichen oder ähnliche Brennweiten der Hersteller Leitz (Leitz Photare), Canon etc. liesen sich ebenfalls über das RMS-Gewinde nutzen. Auch Vergrößerungsobjektive mit Leica-Gewinde, z. B. Leitz-Focare der Brennweiten 50 und 60 mm konnten adaptiert werden.
Neben großer Objektivauswahl konnte das System auch mit einigen Funktionen trumpfen:
- Eingebauter Balgen: Die Fokussierung erfolgte durch Balgen, hierdurch konnten die Objektive einfacher und besser gerechnet werden, und enthielten keine reparaturbedürftige Fokussierung. Zusätzlich war, ohne weiteres Zubehör, eine Naheinstellgrenze von z. B. 16 cm beim Planar 80/2.8 möglich.
- Schlitzverschluss: Belichtungszeiten von bis zu einer 1/1000 Sekunde. Anders als die Konkurrenz mussten somit keine Zentralverschlüsse in die Objektive eingebaut werden, was diese zuverlässiger und billiger für die Kunden machen sollte.
- Retrostellung: Alle Objektive mit Filteranschluss Bajonettgröße VI konnten in Retrostellung gebracht werden. Hierdurch war, ohne weiteres Zubehör, eine Vergrößerung von Motiven möglich.
- Tiltfähigkeit: Der ausgefahrene Balgen konnte um bis zu 8° nach oben und unten geschwenkt werden, womit Schärfenebenenverlagerungen nach Scheimpflug möglich wurden[7].

Die Entwicklungen kam jedoch für einen großen Erfolg zu spät, die Marktsättigung durch die konkurrierende Hasselblad 500 C war hierfür zu groß. Außerdem war die Kamera gegen die damalige Berufspraxis entwickelt wurden: Die meisten Werbekampagnen zeigten Aktivität und Bewegung, möglich durch das immer bessere Blitzlicht und kurze Belichtungszeiten. Doch während bei der Konkurrenz durch Zentralverschluss blitzen bis zu einer 1/500 Sekunde möglich war, konnte die SL66 nur 1/30 Sekunde blitzen. Studioarbeiten in Porträt und Mode waren hierdurch entweder nur mit teurem Dauerlicht möglich oder das Model musste sehr stillstehen um Verwacklungen zu vermeiden. Als Kernanwendung blieben damit Kampagnen aus dem Bereich der Produkt- und Wissenschaftsphotographie übrig, auf welche jedoch nur wenige Photographen spezialisiert waren.
Zu allem Überfluss konzentrierte sich Rollei beim Marketing ungeachtet geringerer Gewinnspannen und der gewaltigen japanischen Konkurrenz auf die neuen Amateurprodukte, während es Leitz und Hasselblad perfekt verstanden, ihre teuren Apparate sowohl auf den Werbe- wie auch auf den redaktionellen Seiten der Fotozeitschriften unterzubringen. So fand die SL 66 keine so große Verbreitung, wie es aus Unternehmenssicht wünschenswert und möglich gewesen wäre. Dennoch ist ausschließlich dieses System dafür verantwortlich, dass Rollei heute noch existiert und seinen unverändert guten Ruf besitzt. Bei der SL 66 war eine Belichtungsmessung durch das Objektiv nur mit einem speziellen TTL-Sucherprisma (mit eingebautem Belichtungsmesser) möglich. Mit der SL 66 E erschien 1984 eine äußerlich kaum veränderte, aber mit eingebauter TTL-Integral-Belichtungsmessung ausgestattete Kamera. Auch weitere Objektive erschienen, so das Fisheye-Distagon f/3,5, 30 mm, Distagon f/4, 40 mm, und ein Sonnar f/4, 150 mm mit Zentralverschluss, ebenso wie umfangreiches Zubehör, Nahringe, Balgengerät, Lupenobjektive, Polaroid-Magazin, Planfilmkassette, Unterwassergehäuse und Ringblitz. Das Folgemodell SL 66 X von 1986 bot ausschließlich eine TTL-Blitz-Belichtungsmessung, das zweite Modell SL 66 SE zusätzlich eine TTL-Spot-Belichtungsmessung. Ein ab 1992 hergestelltes Modell SL 66 Exclusive Professional mit vergoldeten Gehäuseteilen bildete den Abschluss dieses Kamerasystems.

### Rollei 35

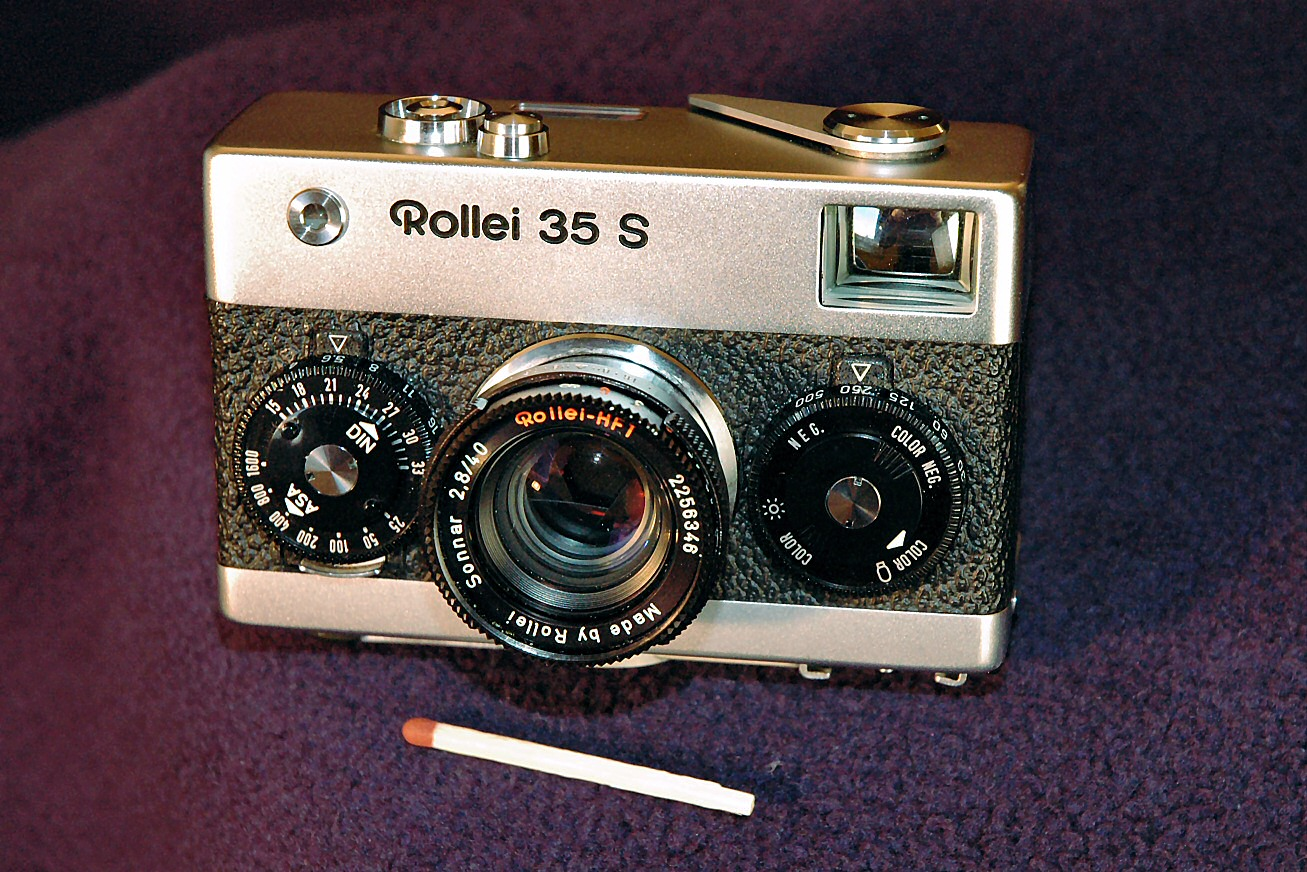
Rollei 35S

Bei der Rollei 35 handelte es sich um die seinerzeit kleinste Kamera für Kleinbild-Filmpatronen, eine ideale Zweitkamera für Kleinbildamateure. Sie kam zunächst mit einem Zeiss Tessar der Lichtstärke f/3,5 und 40 mm Brennweite auf den Markt. Im Gegensatz zu den 16-mm-Kameras, speziell den späteren Pocketkameras brauchte man nicht mit zwei verschiedenen Filmformaten zu arbeiten, was insbesondere für die Diavorführung großen Nutzen brachte. Ebenfalls wichtig war, dass man dem Bild in keiner Weise seine Herkunft von einer Taschenkamera ansah. Im Laufe der Zeit erschienen noch verschiedene Versionen der Rollei 35, insbesondere die 35 S mit dem fünflinsigen Zeiss Sonnar f/2.8, 40 mm.

### Rolleiflex SL 26

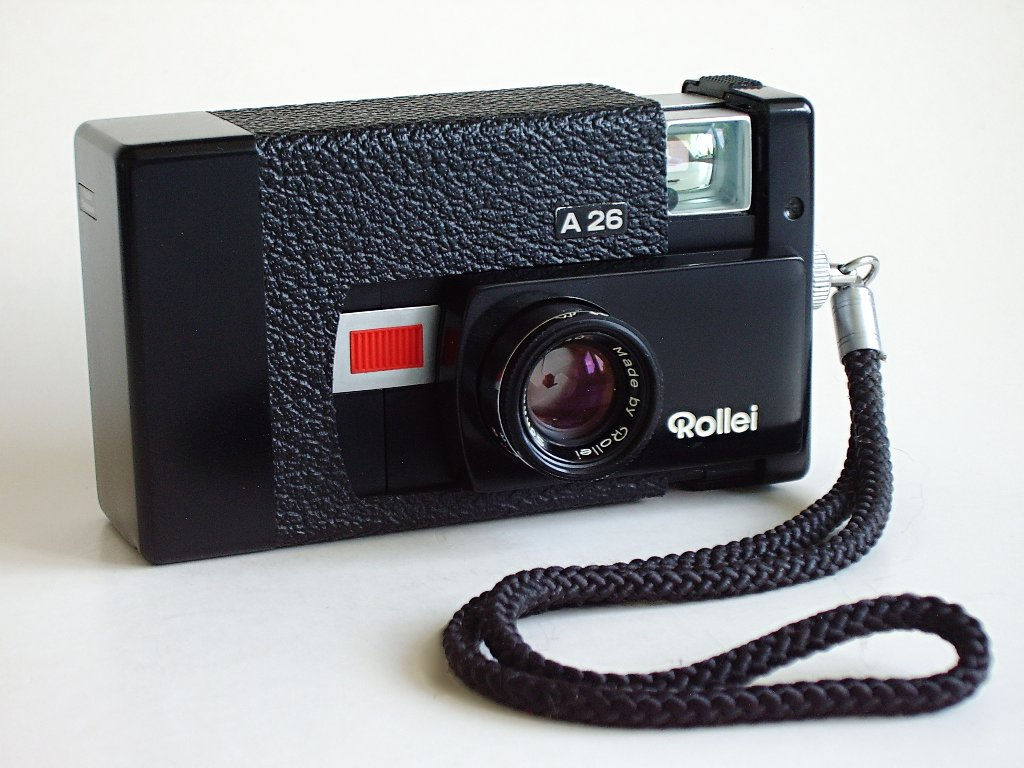
Rollei A26

Mit der Rolleiflex SL 26 erschien sogar eine Instamatic-Kamera mit Wechselobjektiven. Sie galt zwar als die beste Kamera für Filmkassetten vom Typ 126, diese sprachen aber nur Einsteiger an. Zwar hielt Kodak ebenfalls eine Instamatic-Spiegelreflexkamera im Programm, man wollte damit aber vor allem auf den selbst geschaffenen Filmtyp aufmerksam machen und nicht unbedingt Geld verdienen. So verschlang die SL 26 hohe Werkzeugkosten, konnte aber nur etwa 28.000 Mal produziert werden. Die SL 26 stand mit 628,23 DM in der Preisliste, ihre beiden Zusatzobjektive mit 232,43 DM für das Weitwinkel Pro-Tessar f/3,2, 28 mm und 282,88 DM für das Pro-Tessar f/4, 80 mm.

### Rolleiflex SL 35

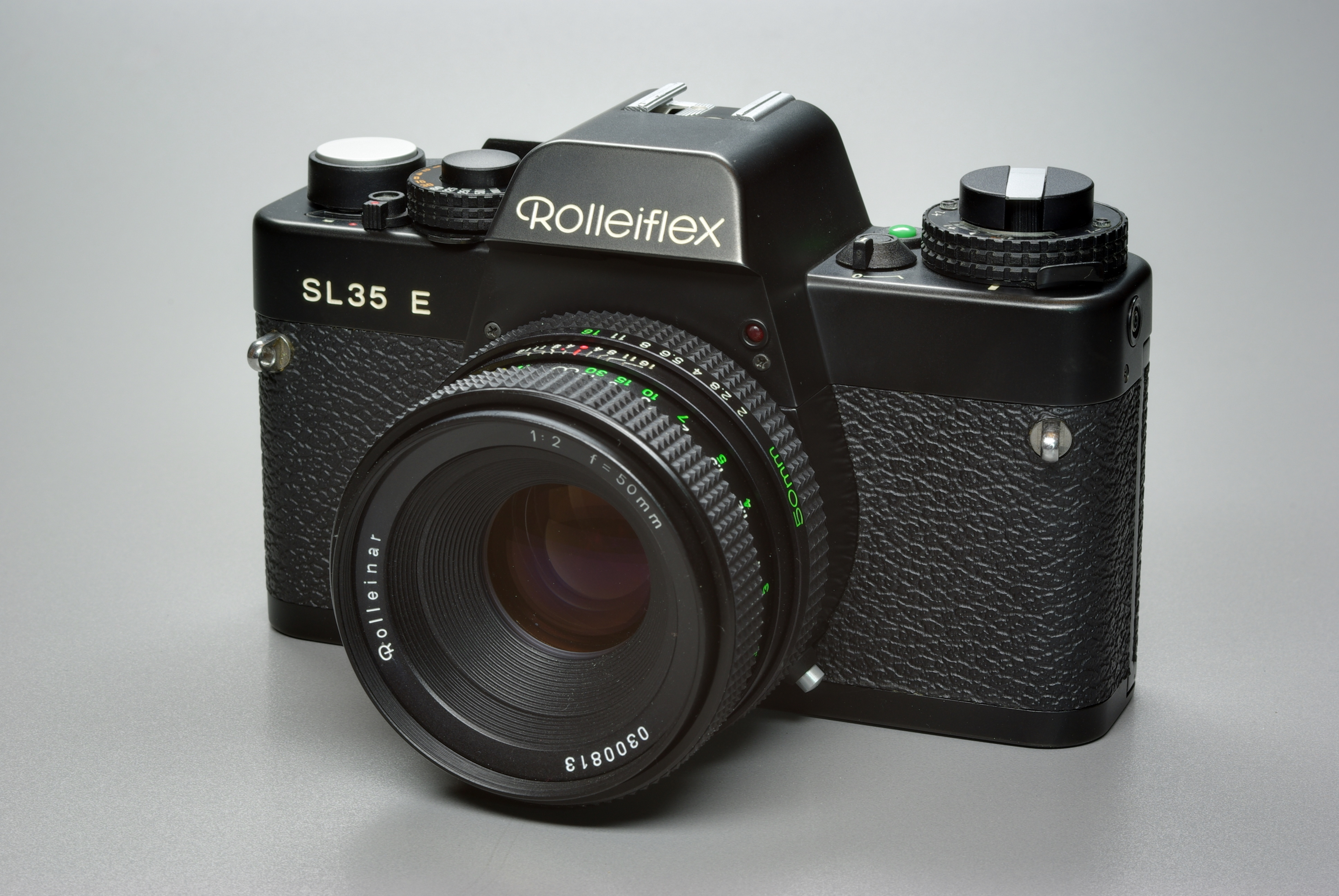
Rolleiflex SL35E (ab 1978)

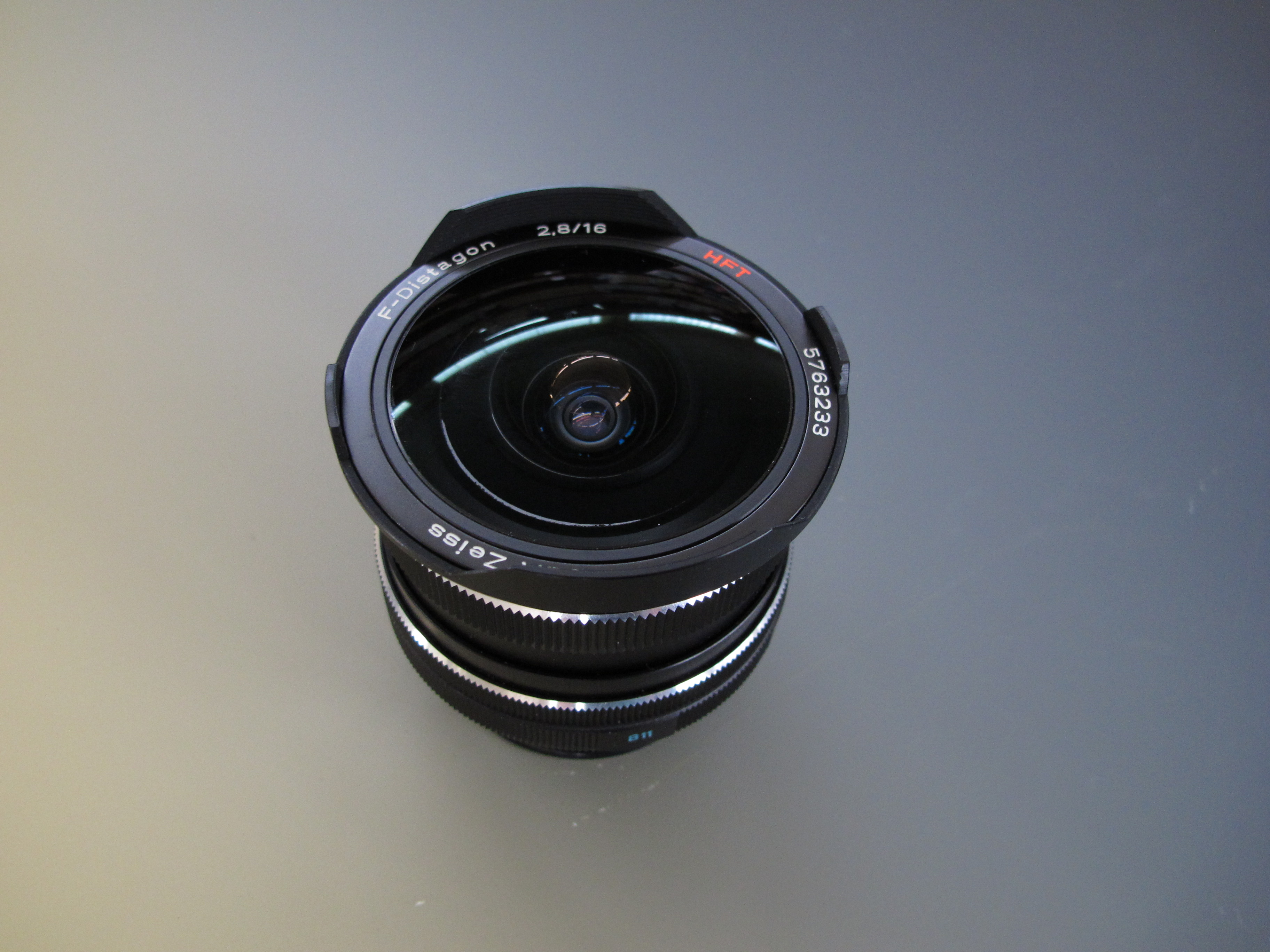
Rollei F-Distagon f2,8/16 mm

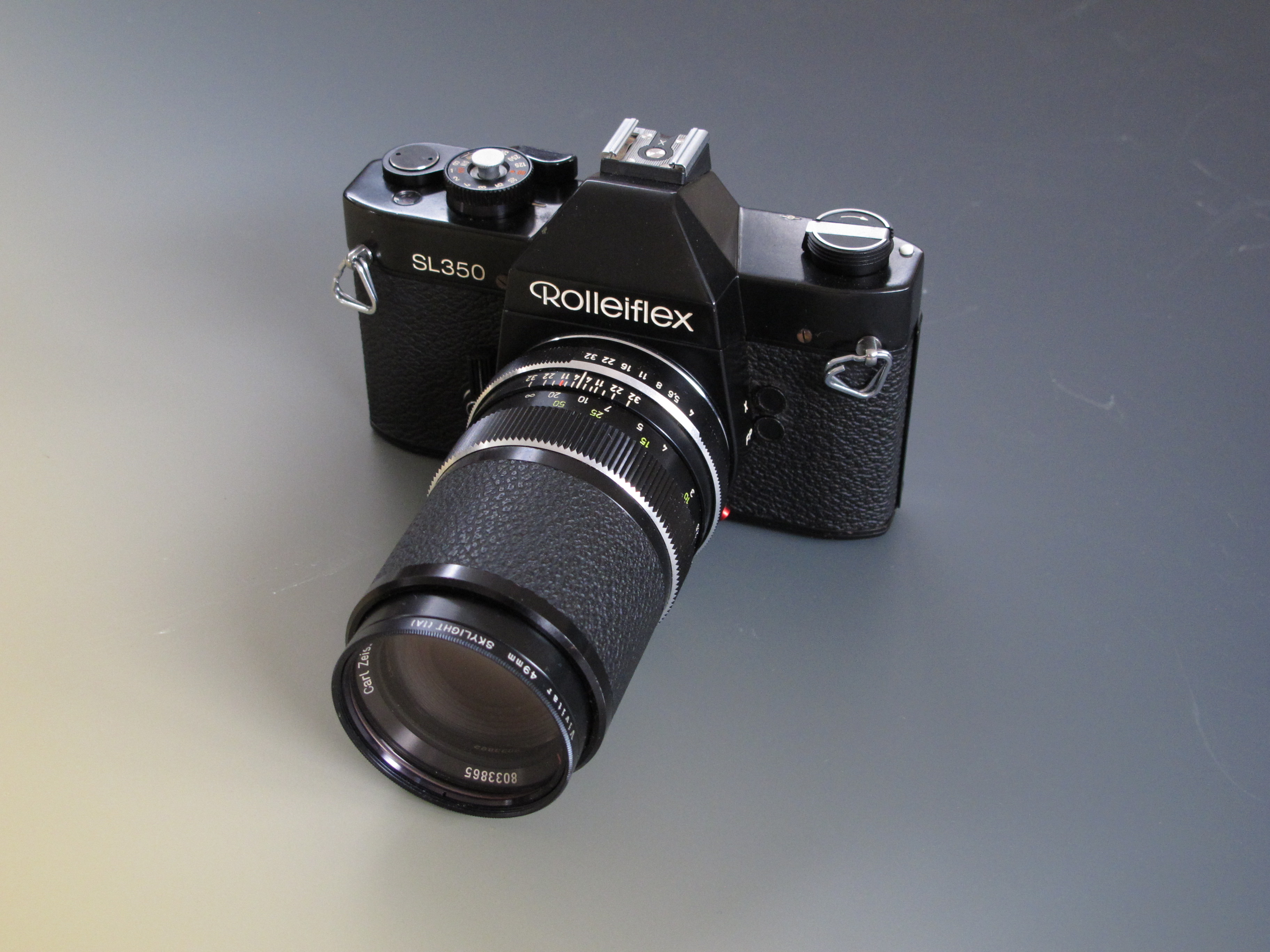
Rolleiflex SL350 mit Tele Tessar f4/135 mm

Nachdem einäugige Kleinbild-Spiegelreflexkameras immer beliebter geworden waren, begann Rollei 1966 ebenso verspätet mit der Entwicklung einer solchen, wie es bereits bei der SL 66 der Fall gewesen war. Bloß handelte es sich hier bei der Konkurrenz nicht um das kleine Unternehmen Hasselblad, sondern um erheblich finanzkräftigere japanische Unternehmen, die insbesondere erheblich mehr Annoncen in Illustrierten und Fachzeitschriften schalten konnten. Auch luden sie gerne Fotofachverkäufer zu einem Werksbesuch nach Japan ein.
Die Rolleiflex SL 35 erschien 1970, sie war recht kompakt geraten und konnte sowohl technisch wie auch mit ihren 675 DM Verkaufspreis mit der asiatischen Konkurrenz mithalten – man hatte sich offenbar am Vorbild der meistverkauften Kleinbild-SLR Pentax Spotmatic orientiert – war diesen aber auch nicht überlegen.
Rollei setzte auf einen eigenen Objektivanschluss namens QBM-Bajonett. Das erste Objektivprogramm bestand aus den Typen:
- Distagon f/2,8, 25 mm
- Distagon f/2,8, 35 mm
- Zeiss Planar f/1,8, 50 mm[8]
- Schneider Xenon f/1,8, 50 mm
- Sonnar f/2,8, 85 mm
- Tele Tessar f/4, 135 mm
- Tele Tessar f/4, 200 mm

An dieser Stelle war die Rollei lange Zeit unterlegen, hatten doch die großen japanischen Marken schon Fischaugen-Weitwinkel, Super-Teleobjektive und Zooms im Programm. Zwar wurden diese zu Beginn der 70er Jahre noch von den wenigsten Amateuren gekauft, aber eine Angabe in der Marktübersicht wie „Objektivprogramm von 7,5 bis 800 mm Brennweite“ klang zukunftssicherer als „von 25 bis 200 mm“. Das Programm wurde bald erweitert: 1973 gab es 16 Objektive zur Rolleiflex SL35; davon 13 von Carl Zeiss (Oberkochen) und 3 von Schneider-Kreuznach, wobei es sich aber ausschließlich um Festbrennweiten handelte.
Der SL 35 folgte 1974 die SL 350 mit zeitgemäßer Offenblendmessung, sie verkaufte sich mit dem Slogan „Konzentration auf das Wesentliche“ jedoch vergleichsweise schlecht. 1976 nahm Rollei seine attraktiv gestaltete Eigenentwicklung SL 350 (die letzte Kleinbildkamera „Made in Germany“ bis zum Rollei-Konkurs) unerwartet aus dem Programm, zugunsten des klobigen Modells SL 35 M, einer Entwicklung der von Rollei übernommenen Zeiss-Ikon Werke, die als veraltet und wenig zuverlässig galt, und entwickelte aus dieser (vier Jahre nach den Japanern) zugleich ihre erste SLR mit Zeitautomatik SL 35 ME. Obwohl diese Modelle dank Großserienfertigung in Singapur preisgünstig angeboten werden konnten, blieb der Absatz deutlich unter den Erwartungen. In der eigenen Entwicklungsabteilung folgte man der grundsätzlich richtungsweisenden Idee, entsprechend dem Mittelformat mehr Elektronik einzubauen. Die Zuverlässigkeit der elektronisch gesteuerten SL 35 E, eine 1978 herausgekommene völlige Neukonstruktion, blieb jedoch hinter den Erwartungen an ein Markenprodukt zurück. Eine Schwachstelle war beispielsweise der Spiegelkasten.
Da Canon mit der AE 1 bereits die erste Kleinbild-SLR mit Mikroprozessor auf den Markt gebracht hatte und kurz darauf mit der Minolta XD 7 der erste Mehrfachautomat erschienen war, erlangte Rollei mit seinen Produkten keinerlei Aufsehen mehr – wodurch andererseits aber auch die Defekte praktisch unbemerkt blieben. So blieb das System eine Außenseiter-Marke und fand nicht die Verbreitung wie die Marken Minolta, Pentax, Canon, Nikon oder auch Contax-Yashica.
Da es ab Mitte der 1970er Jahre zunehmend populärer wurde, Fremdobjektive für Kameras zu kaufen, hatte es Rollei immer schwerer, seinen geringen Marktanteil zu halten. Wegen der geringen Verbreitung von Rollei-Kameras boten von den Fremdanbietern kaum mehr als Tamron den „Rollei-Anschluss“ für ihre Objektive an.
Der Kundenkreis bestand deshalb auch weniger aus engagierten Amateuren als vielmehr aus Gelegenheitsfotografen, die die deutsche Marke unterstützen und sich gar kein weiteres Systemzubehör kauften wollten. Dies führte dann immerhin zu über 330.000 Exemplaren der SL 35 und ihrer Abkömmlinge sowie rund 120.000 SL 35 E – jeweils einschließlich der größtenteils baugleichen Voigtländer-Modelle.

### Rollei 35RF
Es handelt sich um eine Kompaktkamera mit fest verbautem 38 mm f/2,8 Objektiv. Die Kamera darf trotz der Namensgleichheit nicht mit der modernen Messsucher-Kamera mit M-Bajonett Rollei 35 RF aus dem Jahr 2002 verwechselt werden.

### Blitzgeräte
Die 1967 eingeführten Rollei-Blitzgeräte blieben weitgehend unbekannt, da auf dem Markt eine Vielzahl von Modellen angeboten wurde. Solche Apparate produzierten nämlich nicht nur verschiedene Fotogeräte-, sondern auch zahlreiche Rundfunkgeräte-Produzenten, insbesondere Metz.
Rollei bot zwar mit dem Strobomatic E 66 für 548 DM den ersten „Computerblitz“ an, blieb damit aber nicht lange allein. Das Pendant Strobofix ohne Helligkeitssteuerung kostete 357 DM, den beiden folgten im Laufe der Zeit zahlreiche weitere Modelle. Ab 1968 wurden dann auch Rollei-Studioblitzgeräte gebaut. Es gab die Baureihen E250, E1250 und E5000 mit diversen Lampenköpfen. Besonderes Merkmal der Rollei Geräte war das sogenannte Einstelllicht, eine Halogenlampe innerhalb der Blitzwendel. Damit konnte der Fotograf die Ausleuchtung kontrollieren und auch die notwendige Blende ausmessen.

### Super 8
Der mit Aufkommen von Super 8 boomende Schmalfilm-Markt war von Peesel nicht unbemerkt geblieben, so dass Rollei seiner Meinung nach ebenfalls etwas anbieten musste. Da weder für Konstruktion noch Produktion solcher Geräte in Braunschweig Kapazitäten frei waren, nahm man Produkte von Bauer (Bosch-Konzern) und Silma (Italien) mit Rollei-Schriftzug ins Programm.

### Uelzen
Da das Rollei-Werk an der Salzdahlumer Straße für die immense Produktvielfalt inzwischen viel zu klein geworden war und überdies im Raum Braunschweig keine zusätzlichen Arbeitskräfte mehr angeworben werden konnten, zumal etwa die Hälfte der Arbeitnehmer im Braunschweiger Umland vom Volkswagenwerk Wolfsburg beschäftigt wurden, suchte Peesel nach einem neuen Standort für ein Zweigwerk. Es sollte in einer strukturschwachen Gegend nahe Braunschweig liegen. So kam man auf das 80 km entfernte Uelzen, das binnen einer Stunde mit dem Auto aus Hamburg, Hannover, Braunschweig und Salzgitter erreicht werden konnte und sich zudem durch die Lage am Elbe-Seitenkanal und durch die Zonenrandförderung empfahl.
Auf einen 30.000 m² großen Grundstück entstanden Hallen mit insgesamt 6.000 m² Nutzfläche, wobei man zwei weitere Bauabschnitte vorsah. Im 1970 fertiggestellten Werk entstanden die Diaprojektoren, das Studioblitzgerät und später noch der Vergrößerer Rolleimat Universal. Mit der Auslagerung der Produktion vieler Geräte nach Singapur wurde der Standort Uelzen aber bereits wieder überflüssig. Die Hallen wurden am 1. Oktober 1977 wieder geschlossen und standen noch bis 1981 leer, da sich lange Zeit kein Käufer fand.

### Sucherkameras

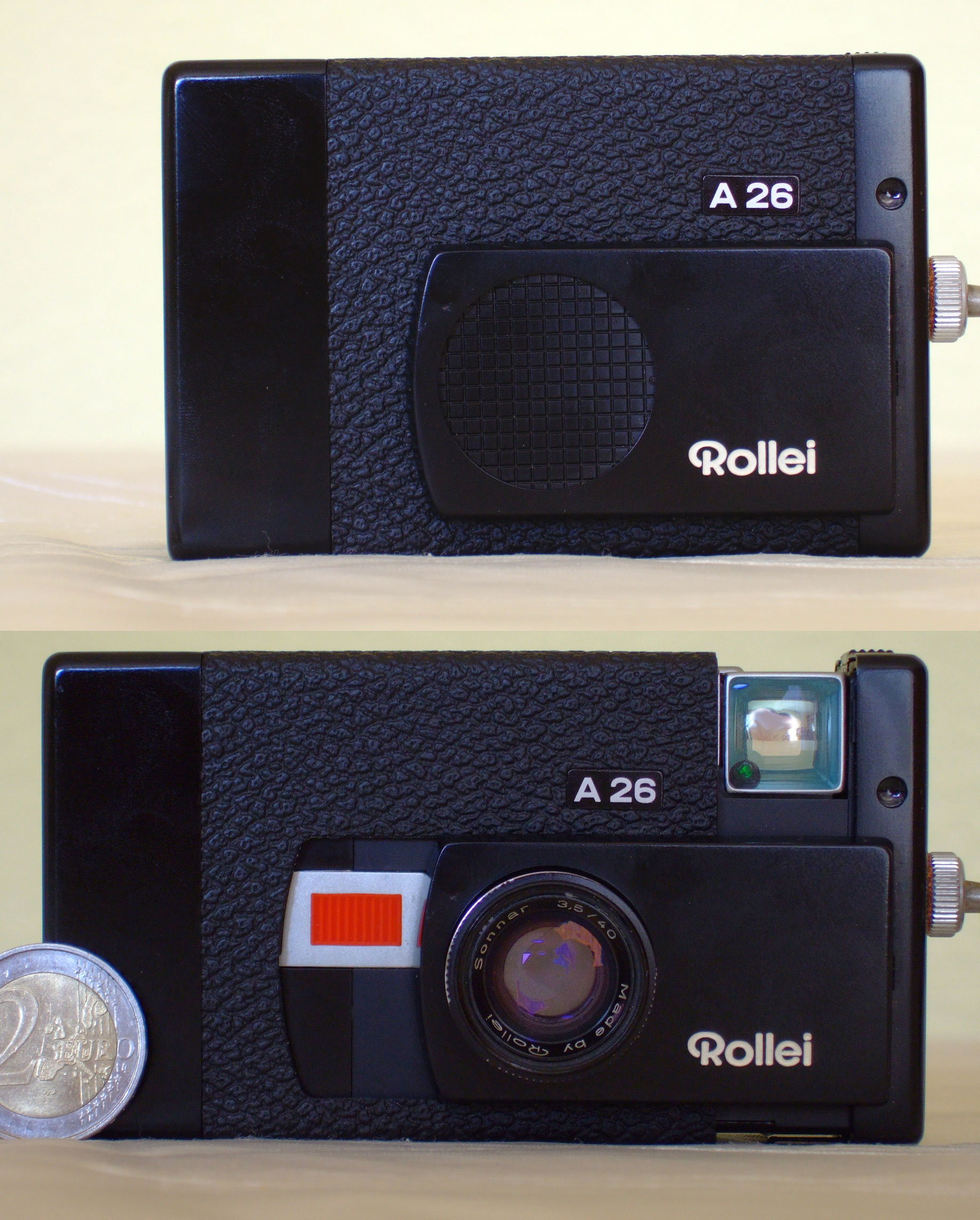
Rollei A26

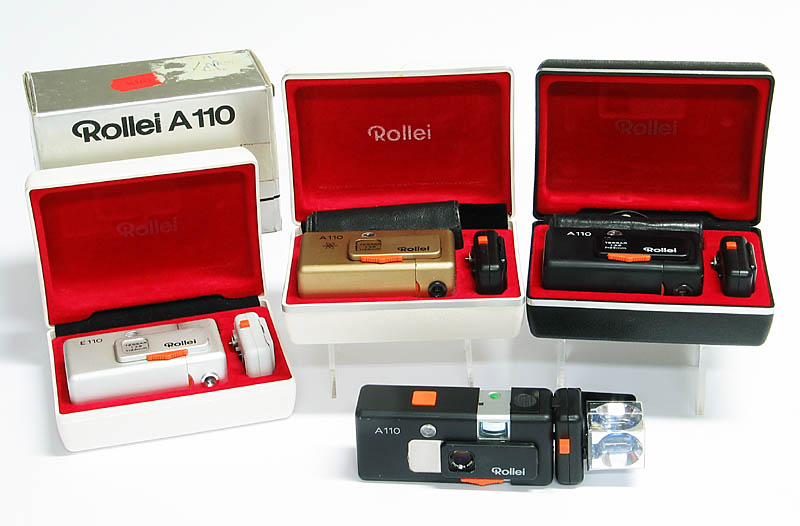
Rollei-Pocketkameras

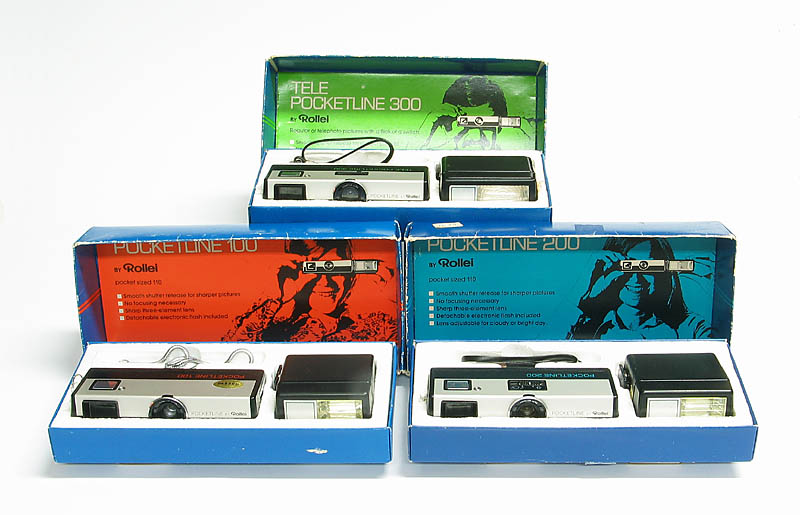
PocketLine by Rollei

Neben Rollei 16 und 35 kam es noch zu weiteren Sucherkameras, die bekanntesten von ihnen waren die A 26 und A 110 / E 110. Bei der A 26 handelte es sich um die kleinste Kamera für den Instamatic-Film. Sie besaß ein raffiniertes Design, konnte man sie doch zusammenschieben, um das Objektiv und den Sucher zu schützen. Die A 110 war eine besonders kleine, auffallend elegante und vielbeachtete Kamera für Pocketfilme, sie folgte der Rollei 16. Als preisgünstiges Pendant erschien später die silberfarbene E 110. Beide Modelle verkauften sich ausgezeichnet, die A 26 fast 140.000 Mal, die Pocketmodelle sogar über 240.000 Mal.
In den Jahren 1977 bis 1979 ließ Rollei bei einem unbekannten japanischen Hersteller eine Serie von drei Einfachst-Pocketkameras produzieren. Diese wurden unter dem Namen „PocketLine by Rollei“ verkauft, waren aber nicht sehr erfolgreich. Die verkaufte Stückzahl ist unbekannt.
Ab 1974 erschienen dann noch verschiedene konventionell gestaltete Kameras für den Kleinbildfilm Typ 135, darunter die Typen Rolleimat und Rollei 35 XF. Einige gab es mit anderer Bezeichnung auch von Voigtländer, teilweise wurden sie in Japan gebaut.

### Singapur
Da die ursprünglich günstigen Lohnkosten in Deutschland zunehmend stiegen, handelte Peesel 1970 mit der Regierung Singapurs das alleinige Recht zur Fertigung fotografischer Geräte aus. Im Gegenzug garantierte er immense 10.000 Arbeitsplätze, die bis 1980 entstehen sollten.
Die gewaltige Expansion konnte Rollei natürlich nicht selbst finanzieren, dies geschah mit Unterstützung der Norddeutschen Landesbank und der Hessischen Landesbank, die damit zum Anteilseigner des Unternehmens wurden. Solch eine leichtsinnige Kreditvergabe war in jenen Tagen nicht ungewöhnlich, man war vom diktatorischen Auftreten Peesels im eigenen Unternehmen derart beeindruckt, dass man an den Erfolg glaubte. Erst mit dem Zusammenbruch der Herstatt-Bank wurden die Finanzhäuser vorsichtiger.
Das Werk verblüffte selbst im Ausland, schließlich war es damals noch nicht einmal japanischen Unternehmen gelungen, eine Präzisionsfertigung auf dem asiatischen Kontinent aufzubauen. Rollei Singapur war rechtlich unabhängig, besaß aber keine eigene Entwicklungsabteilung.
1974 verteilten sich die Rollei-Mitarbeiter wie folgt: Es gab 1.648 in Braunschweig, 314 in Uelzen und 5.696 in Singapur. Obwohl man die Amateurprodukte ausgelagert hatte und sich die Rollei 35 ausgezeichnet verkaufte, gab es für die gigantische Zahl der Arbeitnehmer in Asien nicht genügend Produkte zu fertigen, so dass man nach einer scheinbar ewig dauernden Anlaufphase ab 1979 auch Fremdaufträge annahm.
Als Rollei Deutschland 1981 Konkurs anmelden musste, machten die Rollei-Produkte aber noch 97 % der Produktion aus, woraufhin das Werk aufgegeben werden musste. Die USH (siehe „Neue Eigentümer“) gründete die Rolloptik Ltd., um den Maschinenpark zu erwerben und einzulagern. So hätte man bei Bedarf wieder eine asiatische Produktion starten können.

### Voigtländer
Das Braunschweiger Kamerawerk Voigtländer schloss am 23. August 1971, woraufhin es zu Übernahmeverhandlungen mit der Quelle-Gruppe (Foto-Quelle) kam, die aber ohne Einigung endeten. Man verständigte sich schließlich auf Peesels Vorschlag, dass Carl Zeiss, das Land Niedersachsen und Rollei je ein Drittel von Voigtländer übernehmen und die gesamten Namensrechte an Rollei gehen. Am 1. März wurde eine Auffanggesellschaft Optische Werke Voigtländer gegründet, die mit 320 Mitarbeitern Objektive fertigte, sowohl für Rollei als auch für das Zeiss-Ikon-Kamerawerk. Weitere 300 ehemalige Voigtländer-Mitarbeiter gingen zu Rollei.
Nachdem die Kameraproduktion bei Zeiss-Ikon 1972 geendet hatte, gründete man 1974 die Voigtländer Vertriebsgesellschaft mbH, die wieder Kameras verkaufte. Allerdings gab es keine klare Trennung zwischen Voigtländer- und Rollei-Kameras. Die Modelle und Zubehörteile wurden nur mit kleinen Unterschieden (oft auch nur in der Bezeichnung) unter beiden Marken vertrieben. Selbst die Kleinbild-Spiegelreflex-Kameras gab es von beiden Marken, bei ihrem Objektivanschluss sprach man jetzt vom Rollei-Voigtländer-Bajonett. Die Presse stellte die Übernahme zwar als längst fälligen Zusammenschluss der Kameraindustrie Braunschweigs dar, wirtschaftlich war der Vorgang indes nicht sinnvoll: Rollei gelangte mit der Zeiss Ikon SL 706, zuvor Icarex 35 und diverser Objektivkonstruktionen an neue Produkte und entwickelte diese zur Rolleiflex SL 35 M/ME mit Rollei-Bajonett anstatt des weit verbreiteten M42-Anschlusses weiter (badge engineering), jedoch waren diese Kameras klobig und mechanisch anfällig. Weitere Produktionskapazität oder Mitarbeiter benötigte man aufgrund des unausgelasteten Werks in Singapur nicht, wo dann auch die Rolleiflex SL 35 M/ME produziert worden.

## 1975 bis 1981

### Unternehmensverkleinerung
Am 26. August 1974 schied Peesel „im beiderseitigen Einvernehmen“ aus der Unternehmung aus, nachdem das Unternehmen 37 Millionen DM Verlust bei gerade einmal 137 Millionen DM Umsatz im Jahr erzielt hatte. Die Gesamtschulden beliefen sich auf rund 500 Millionen DM, woraufhin den Banken inzwischen 97 % des Unternehmens gehörten. Diese erwogen sogar, Rollei aufzulösen, hielten dann aber doch eine Sanierung für günstiger und stellten folgende Forderungen:
- Halbierung der Mitarbeiterzahl in Singapur
- Entlassung von 500 Mitarbeitern in Braunschweig
- Verkauf des Werks Uelzen
- Auflösung der Optischen Werke Voigtländer

So wurden im ersten Halbjahr 1975 die Belegschaft von 2.400 auf 1.800 Mitarbeiter (Rollei und Voigtländer zusammen) reduziert. Am 1. April übernahm Peter Canisius Josef Peperzak, der bisherige Chef der deutschen Canon-Vertretung, das Unternehmen. Er wollte die Preis- und Vertriebspolitik grundlegend ändern.

### Rolleiflex SLX

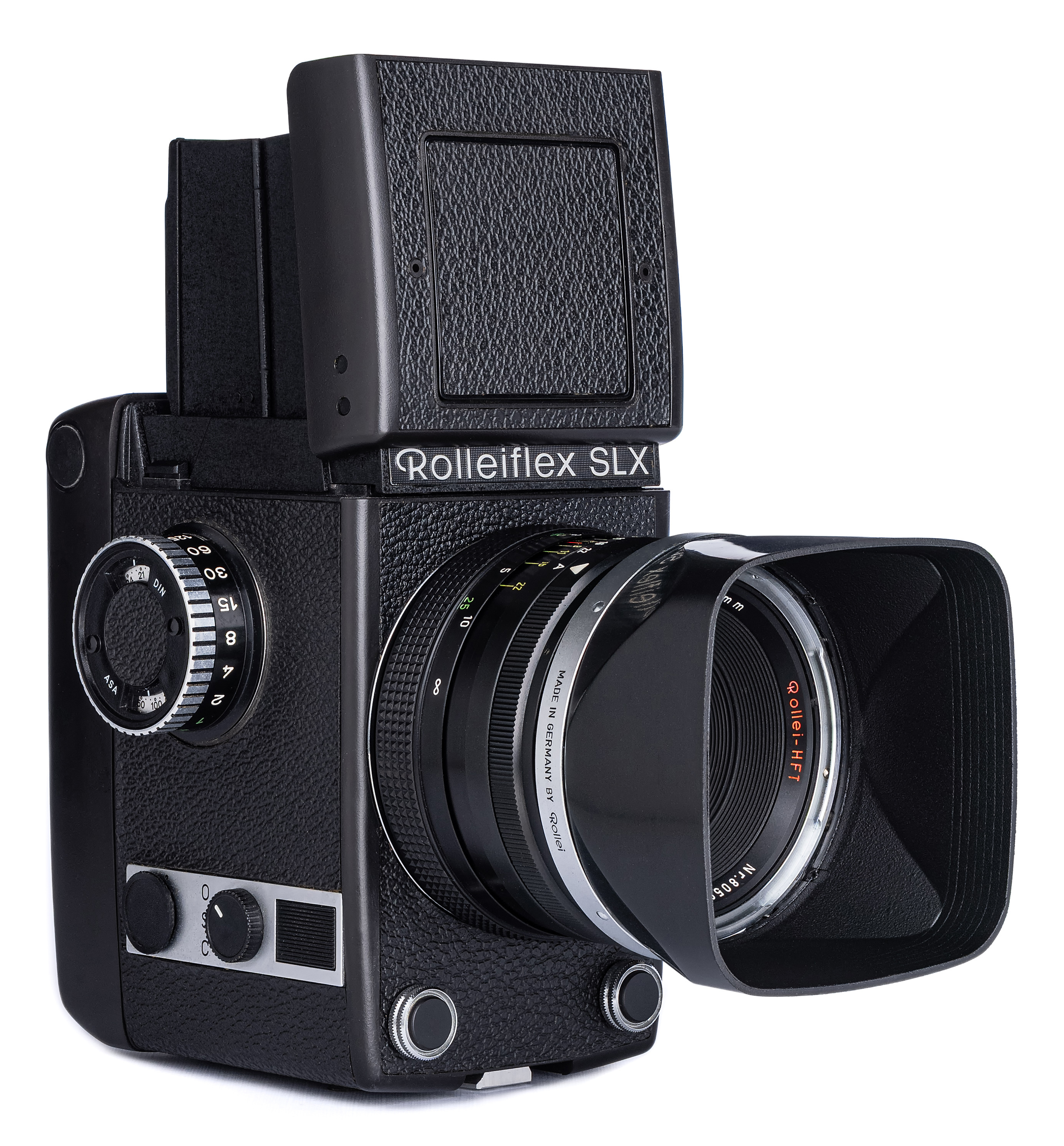
Rolleiflex SLX

Rollei hatte die Rolleiflex SLX bereits 1973 ausgewählten Journalisten im Werk Singapur und dann auf der photokina 1974 vorgestellt, konnte diese richtungsweisende Kamera aber erst ab September 1976 produzieren. Es handelte sich um die erste elektronisch gesteuerte Mittelformatkamera, sie übertrug Blende und Belichtungszeit elektrisch an das Objektiv, in dem für diese Funktionen Linearmotoren verbaut waren. Diese damals aufwendige Technik lief anfänglich noch nicht ganz zuverlässig, erst 1978 erschien eine überarbeitete Version mit neuer Elektronik, die Vorteile überwogen aber von Beginn an. Insbesondere konnte man sich mit diesen Innovationen von Hasselblad unterscheiden: Die Schweden warben mit enormer Zuverlässigkeit und wiesen dabei auf den Einsatz von Hasselblad-Kameras bei den Mondmissionen hin, was sich nicht übertrumpfen ließ, während Rollei auf größtmögliche Bedienungserleichterung durch elektronische Unterstützung setzte. Die SLX besaß kein Wechselmagazin, man konnte aber ein Polaroid-Rückteil ansetzen. Sie kostete bei der Markteinführung 5.998 DM.

### Überblend-Projektoren
Mit dem P 3800 stellte Rollei auf der photokina 1976 den weltweit ersten Kleinbild-Überblendprojektor vor. Ein Produkt, mit dem dem Unternehmen erneut sehr viel Aufmerksamkeit zuteilwurde: Musste man bislang zwei Projektoren und ein Steuergerät aufbauen, um überblenden zu können, so unterschied sich der Aufwand jetzt nicht mehr von einer normalen Vorführung. Vor allem brauchte man seine Dias nicht mehr eigens im Wechsel auf zwei Magazine zu verteilen. Der P 3800 kostete ca. 1000 DM und wurde ab 1980 in Singapur gefertigt. Es folgten mehrere Nachfolger, die letzte Generation Rolleivision twin war auch in einer professionellen Version mit 250-W-Lampen erhältlich, mit dem Konkurs 2014 endete die Produktion.

### Rolleimatic

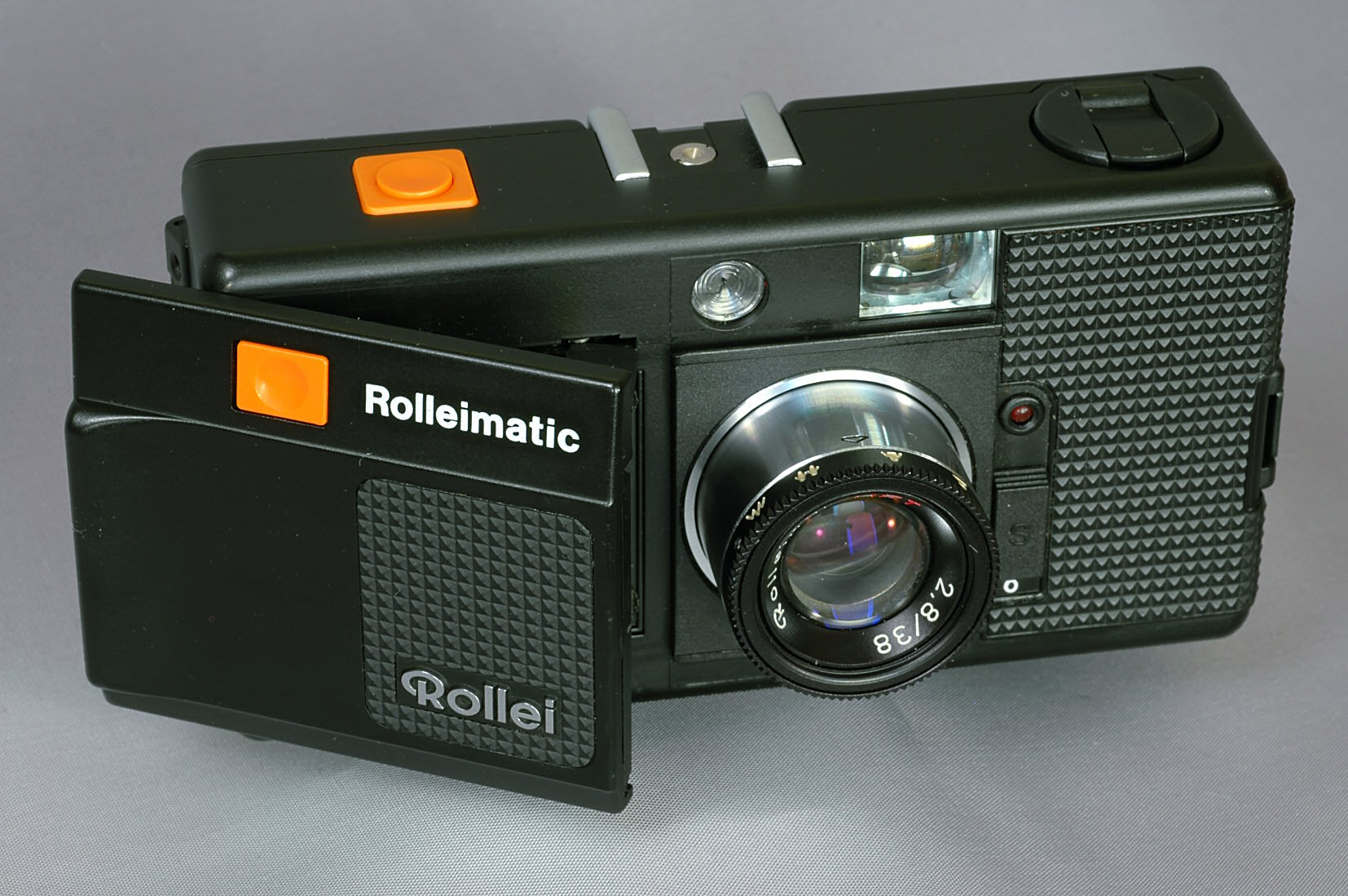
Frontansicht einer Rolleimatic

Die Rolleimatic war die letzte Kamera-Neukonstruktion, die vor dem Konkurs in Produktion ging. Sie sollte als Kleinbild-Sucherkamera mit neuem Design und Bedienungskonzept fast so einfach zu bedienen sein wie Kameras für Instamatic Filmkassetten, und gleichzeitig eine bessere Bildqualität liefern. Die Planung lief ab 1977, produziert wurde sie von Juni 1980 bis September 1981. Die Kamera wurde ohne die sonst übliche ausführliche Erprobung auf den Markt gebracht, sodass sie – wie vorher schon z. B. die SL35E – unter mangelnder Zuverlässigkeit litt. Der Konkurs von Rollei setzte der Produktion ein frühes Ende.

### Unter Nord/LB-Führung
Peperzak handelte zunehmend konzeptlos: Um das Werk Uelzen zu retten, hatte er bei Kaiser Fototechnik in Buchen einen Vergrößerer entwickeln lassen, der als Rolleimat Universal verkauft wurde. Zwar war das Heimfotolabor gerade enorm populär, der Markt aber dennoch viel zu klein, um mit diesem Gerät Erfolg haben zu können. Weiterhin kaufte man aus unerfindlichen Gründen Stative und Kleinbildobjektive bei japanischen Firmen ein, Festbrennweiten von Mamiya und Zoom-Objektive von Tokina, obwohl in Singapur genügend ungenutzte Produktionskapazität bereitstand, um alles selbst zu fertigen. Die neuen Rolleinar-Objektive sollten den Brennweitenbereich des Kleinbildsystems endlich auf das bei der Konkurrenz längst übliche Niveau bringen. Zu allem Überfluss sagte Peperzak auch noch die Teilnahme an der photokina 1978 ab. Am 28. Februar verließ er schließlich Rollei.
Die Nord/LB entsandte daraufhin Heinz Wehling zum 1. März als neuen Geschäftsführer. Nun nahm Rollei doch an der photokina teil, nicht aber am bereits vergebenen traditionellen Standort. Ein Vertrag mit der IEC, der Industria De Equipamentos Cinematograficos S. A. in São Leopoldo, Brasilien, führte zur Lizenzproduktion von Rollei-Diaprojektoren und dem Vergrößerer. Wehling blieb ebenfalls glücklos, insbesondere hielt er am Kleinbild-Spiegelreflex-Programm fest, für das auch noch eine neue Kamera entwickelt wurde, und trennte sich nicht vom Werk Singapur. So suchte man für das kurz vor dem Konkurs stehende Unternehmen schließlich einen neuen Eigentümer.

### Hannsheinz Porst
Der neue Eigentümer sollte kein japanisches Unternehmen sein. Agfa-Gevaert, Kodak und Zeiss zeigten kein Interesse, so übernahm am 1. April 1981 die von Hannsheinz Porst gegründete Deutsche Fotoholding GmbH 97 % des Kapitals von Rollei Deutschland und erhielt eine Option für 1982 auf die 75-%-Beteiligung der Norddeutschen Landesbank an Rollei Singapur. Diesen Vorgang kommentierte der Vorstandsvorsitzende der Nord/LB mit den Worten: „Endlich bin ich Rollei los“.
Der Einstieg von Hannsheinz Porst stieß allerorten auf Verwunderung, befand sich doch sein eigenes Unternehmen Photo Porst in einer selbst herbeigeführten Krise. Auch rätselte man, wer sich hinter der Fotoholding verberge. Die Vermutungen reichten bis zu einer geheimen Beteiligung von Agfa-Gevaert, um Auflagen des Kartellamtes zu umgehen. Die Leitung von Rollei teilten sich die beiden Privatpersonen Otto Stemmer, ein ehemaliger Agfa-Mitarbeiter, der nun für die Technik zuständig war, und Hannsheinz Porst als Vorsitzender der Geschäftsführung.
Porst gab folgende Pläne bekannt:
- Rückzug aus dem (inzwischen stark rückläufigen) Pocketkamera-Markt
- kein Einstieg in den Billig-Sektor
- Kleinbild-Sucherkameras
- Kleinbild- und Mittelformatsysteme im oberen Preissegment
- Dia-Projektoren
- anspruchsvolle Blitzgeräte
- keine eigenen Super-8-Kameras (die aber auch kaum noch gekauft wurden)

Diese Pläne stießen auf keinerlei Interesse; das Vertrauen in Porst, Rollei und die Nord/LB war verlorengegangen. Hannsheinz Porst zeigte sich besonders enttäuscht darüber, dass der Fotohandel ihn nicht unterstützte. So gingen die Umsätze ab März 1981 um 20 % zurück. Zudem stieg der Kurs des Yen und Singapur-Dollars stark an, was Rollei aufgrund der von Peperzak eingeführten Japan-Importe schwer belastete. Schließlich beantragte Porst am 3. Juli 1981 beim Amtsgericht Braunschweig ein Vergleichsverfahren. Der Vergleichsverwalter gab bekannt, dass der Profibereich und der Service erhalten werden sollten, die Produktion noch bis Ende September laufe, es im Oktober zu Entlassungen komme und der Wert der Fertigteile im Lager bei 100 Millionen DM liege. Diese Teile wurden mit einer Werbekampagne verkauft, in Fotozeitschriften erschienen Annoncen, die auf die letzte Möglichkeit hinwiesen, Zubehör für alte Rollei-Kameras zu erwerben. Die Namensrechte an Voigtländer gingen für 100.000 DM an die Plusfoto-Gruppe. 1981 waren noch 700 Mitarbeiter in dem Unternehmen beschäftigt.

## 1982 bis 2003

### Neue Eigentümer
Zum 1. Januar 1982 teilte sich Rollei auf drei Firmen auf: Die Rollei Deutschland GmbH betrieb noch bis zum 30. Juni 1983 den Abverkauf der Lagerbestände und den Service der bisherigen Produkte. Die Rollei Gebäude GmbH mit ihrem Hauptgläubiger Nord/LB übernahm die Grundstücks- und Liegenschaftsverwaltung der bisherigen Produktionsstätten. Die Rollei Fototechnic GmbH betrieb mit anfänglich 380 Mitarbeitern Produktion, Verkauf und zum 1. Juli 1983 auch den Service des neuen, „produktbereinigten“ Kamera-, Objektiv- und Projektorensortiments. Es handelte sich um eine Neugründung, die mit dem bisherigen Unternehmen bis auf die Übernahme der „Leadermodelle“ nichts mehr zu tun hatte und an dem die USH (United Scientific Holding) 100 % der Anteile hielt. Es handelte sich dabei um einen nach dem Krieg gegründeten Hersteller optoelektronischer Geräte mit Hauptsitz in London, der Kontakt hatte sich in Singapur ergeben, wo die USH mit der Avimo Ltd. ebenfalls ein Tochterunternehmen unterhielt.
Mit dem Engagement wollte man in den deutschen Militärmarkt einsteigen. So ergab es sich, dass Rollei ein 7×42-Fernglas ins Programm aufnahm, ansonsten hatte die USH aber keinen Einfluss auf das Fotogeräte-Programm genommen. Rollei produzierte lediglich eine Militärtechnik und bekam im Gegenzug Mess- und Prüfgeräte von der USH, die man sonst hätte selbst bauen müssen. Dadurch hatte die USH einen überaus positiven Effekt auf Rollei. Die Fototechnic GmbH konzentrierte sich auf die Systemkameras, welche unverändert in Braunschweig entstanden, und auf Diaprojektoren, die zunächst noch aus Singapur kamen, deren Produktion 1983 aber wieder nach Deutschland verlegt wurde, um mit Made in Germany werben zu können. Lediglich die Produktion des P801-Überblendprojektors wurde an Silma in Italien vergeben, seine Nachfolger kamen aber selbstverständlich ebenfalls aus Braunschweig. Dort produzierte man in angemieteten Räumen des ehemaligen Werkes, wobei man etwa ein Viertel der Fläche nutzte und den Rest branchenfremde Firmen bezogen.
Nachdem sich die Pläne der USH mit dem Militärmarkt nicht erfüllt hatten, gab man Rollei am 10. Juni 1987 zum symbolischen Preis von 1 DM mitsamt 14 Mio. Schulden an den Fotoindustriellen Heinrich Mandermann, dem seit 1982 bereits Schneider Kreuznach gehörte.
Anfang 1995 folgte dann Samsung als Eigentümer, der Rollei aber wegen der Asienkrise bald wieder abgab. Käufer waren 1999 Paul Dume und sechs weitere Manager. Im November 2002 ging das Unternehmen dann in die Hand der dänischen Investmentgesellschaft Capitellum (Kopenhagen) über.

### Rolleiflex SL 2000 F
Im Sommer 1981 erschien mit der Rolleiflex SL 2000 F eine raffinierte Spiegelreflex-Kamera. Es handelte sich um die seinerzeit einzige Kleinbildkamera mit Wechselmagazinen und die einzige mit doppelten Suchersystemen. Die Entwicklung dieser Kamera begann bereits 1975, ein Prototyp wurde auf der photokina 1978 präsentiert, ein Jahr später wurde das Projekt jedoch wegen Geldmangels eingestellt, schließlich aber doch zu Ende geführt. Die vom Mittelformat übernommenen Merkmale waren zwar durchaus von Nutzen, der hohe Preis und das eingeschränkte Systemzubehör schreckten aber die meisten Interessenten ab, wenngleich das Objektivprogramm immerhin 14 mm bis 1000 mm Brennweite abdeckte. So kam es zwar noch zum verbesserten Nachfolger Rolleiflex 3003, der zur photokina 1984 erschien, 1994 stieg Rollei aber aus dem Kleinbild-Spiegelreflex-System aus. Inzwischen gehörte ein Autofokus zum Standard einer Kleinbild-Spiegelreflexkamera, und dabei vermochte Rollei endgültig nicht mehr mitzuhalten. Die Baureihe SL 2000 F / 3003 wandte sich mit ihrem hohen Preis ausschließlich an engagierte Amateure und brachte es dadurch auf nicht einmal 15.000 verkaufte Exemplare.

### Rollei Metric
1986 nahm Rollei das Metric-Vermessungssystem in sein Programm auf. Ausgangspunkt war eine Anfrage des späteren Professors Wilfried Wester-Ebbinghaus, der noch als wissenschaftlicher Mitarbeiter bei Rollei um den Umbau einer Kamera für die Photogrammetrie bat. Daraufhin schuf man speziell kalibrierte Kameras und Computerprogramme zum Auswerten der erstellten Fotos: Die Kameras 35 metric, 3003 metric und 6006 metric besaßen eine Gitterkreuzplatte vor der Filmebene, so dass – wie von den Mondaufnahmen der Apollo-Mission bekannt – Kreuze zur Vermessung auf dem Bild erschienen. Solche zuvor immens teuren Systeme machte Rollei mit seinem Programm erheblich billiger. Man arbeitete dabei eng mit der Technischen Universität Braunschweig zusammen.

### Classic-Programm
Die zweiäugigen Rolleis trafen im Laufe der 1970er Jahre schon auf ein derart geringes Interesse, dass die Rolleicord 1976 eingestellt wurde und es die Rolleiflex 1977 nur noch auf Sonderwunsch gab. Kurz darauf stieg das Interesse zwar wieder leicht, mit dem Vergleichsverfahren endete aber die Produktion. 1982 baute man aus noch vorhandenen Teilen aber schon wieder 1.250 vergoldete Rolleiflex und verkaufte sie als 2,8 F Aurum für 4.000 DM. 1987 stellte man dann eine viel beachtete Neuauflage vor, die man selbstverständlich mit einer modernen TTL-Belichtungs- und Blitzbelichtungsmessung ausstattete: die Rolleiflex 2,8 GX konnte als Kleinserie naturgemäß nicht besonders günstig, mit ca. 2.800 DM aber zu einem angemessenen Preis abgegeben werden.
2001 folgte die modernisierte 2,8 FX mit dem Rolleiflex-Schriftzug der 1930er Jahre. Von dieser war sogar wieder eine Weitwinkel-Variante erhältlich. So erhöhte sich die Produktionszahl von über 3,2 Mio. Rolleiflex-Kameras nach wie vor, wenn auch nur noch sehr langsam. Von der Rollei 35 gab es für einige Zeit ebenfalls eine „Classic“-Variante, die auf der photokina 1990 für 2.200 DM einschließlich Blitzgerät vorgestellte Rollei 35 classic (siehe Rollei 35).

### Rollei 35 RF
2002 vermarktete Rollei, einem neuen Trend zu Messsucherkameras folgend, die 35 RF, die allerdings weder bei Rollei entwickelt wurde, noch in irgendwelchen Teilen auf den früheren Rollei 35-Modellen basierte. Vielmehr handelte es sich um eine von Cosina gebaute Variante von deren Messsucherkameras (Bessa Rx), die als Voigtländer Bessa R2 vertrieben wurde. Sie verfügt, ähnlich wie die Voigtländer Bessa Rx und die Zeiss Ikon Kameras von Cosina, über ein Wechselbajonett entsprechend der Leica M. Rollei bot drei eigene Objektive mit 40, 50 und 80 mm Brennweite an, die von Zeiss entwickelt und gebaut wurden. Die Produktion ist mittlerweile eingestellt worden, die Verbreitung der Kamera erscheint gering.

### Prego-Modelle

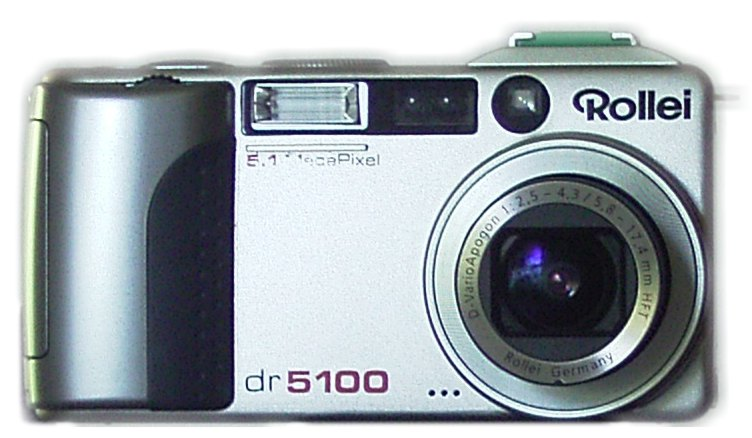
Rollei dr5100 – baugleich mit Ricoh Caplio GX

Zwar galt der Grundsatz, dass sich die Rollei nicht mehr mit Massenware beschäftigen sollte, für den Amateurmarkt nahm man aber Sucherkameras aus asiatischer Produktion, z. B. von Skanhex, Premier, Kyocera oder Ricoh unter dem Namen Rollei Prego ins Programm, zunächst für Kleinbildfilm, gefolgt von Digitalkameras – letztere hatte man anfänglich sogar selbst entwickelt.

### Einäugiges Mittelformatsystem
Das einäugige Mittelformat-Programm stellte das entscheidende Marktsegment des Unternehmens dar. So entwickelte man die SLX zur 6006 weiter und stellte sie 1984 vor. Ihre wesentlichen Neuerungen waren das Filmmagazin und die TTL-Blitzsteuerung – die überlegene Kameratechnik erlaubte es, Marktführer bei den Mittelformatkameras zu werden. 1986 folgte die Einsteigervariante 6002 ohne Filmmagazin zusammen mit drei preisgünstigen Objektiven (f/4, 50 mm; f/2,8, 80 mm; f/4, 150 mm). Damit bot Rollei erstmals fernöstliche Mittelformatobjektive an, die übrigen kamen aber unverändert von Schneider und Zeiss. 1988 erschien die 6008 mit erweiterter Elektronik-Steuerung, darunter eine im Mittelformat bislang unbekannte Belichtungsreihenautomatik, deren große Nachfrage zu fünf Monaten Lieferzeit führte. 1992 ermöglichte die 6008 SRC 1000 Belichtungszeiten von 1/1000 s. Dies war insbesondere im Zusammenspiel mit Blitzgeräten einzigartig (1/1000 s Blitzsynchronisationszeit) 1995 folgte die 6008 Integral und schließlich die 6008 AF mit Autofokus und die 6008i2 (abgespeckte AF). Mit einem Scan-Rückteil, also einem Ansatz, der das Bild zeilenweise digital erfasst, stieg Rollei bereits 1991 in die professionelle digitale Bildverarbeitung ein und hatte damit ebenfalls großen Erfolg.
Neuestes Kameramodell aus der Kameraschmiede (seit 2006 Franke und Heidecke) ist die Gemeinschaftsproduktion Hy6 zusammen mit Sinar und Leaf, die vollkommen neu entwickelte, digitaltaugliche Kamera gab es ursprünglich in jeweils einer Version der drei Partner. Die Objektive der 6000er Serie können uneingeschränkt weiter verwendet werden, während Sucher und Magazinanschluss neu entwickelt wurden. Das erhältliche Filmmagazin hat einen eingebauten Transportmotor, so dass keine mechanische Kraftübertragung mehr zwischen Kamera und Filmmagazin notwendig ist. Nach Klärung der über längere Zeit offenen rechtlichen Fragen konnte DHW Fototechnik die Rolleiflex Hy6 als verbessertes Modell 2 wieder auflegen, das zur photokina 2012 vorgestellt wurde.
| Modell                     | Produktionszeitraum | Beschreibung                                             |
| -------------------------- | ------------------- | -------------------------------------------------------- |
| SLX                        | 1976–1979           | Vorläufer des 6000er Systems                             |
| SLX 2                      | 1978–1985           | verbesserte Elektronik                                   |
| 6006                       | 1984–1989           | Wechselmagazin, TTL-Messung                              |
| 6002                       | 1986–1990           | ohne Wechselmagazine, TTL-Messung                        |
| 6008 Professional          | 1988–1992           | Offenblendenmessung, Spotmessung, Handgriff              |
| 6006 II                    | 1989–1993           | Mehrfachbelichtung                                       |
| 6008 Professional SRC 1000 | 1992–1995           | mit PQS-Objektiven bis 1/1000 s                          |
| 6003 SRC 1000              | 1994–1996           | wie 6008 ohne Wechselmagazine                            |
| 6008 Integral              | 1995–2002           | Integral- und Spotmessung, Master Control Gerät          |
| 6003 Professional          | 1996–2003           | verbesserte Elektronik, schnellerer Transport            |
| 6001 professional          | seit 1998           | keine Belichtungsmessung, Studiomodell                   |
| 6008AF                     | seit 2002           | mit Autofokus                                            |
| 6008 Integral2             | seit 2003           | Elektronik der 6008AF ohne Autofokus                     |
| Rolleiflex Hy6             | seit 2007           | „Hybrid“ für Digital und Analog optimiert, mit Autofokus |
| X-Act1                     | seit 1999           | Fachkamera mit Weitwinkelbalgen, feste Bildstandarte     |
| X-Act2                     | seit 1998           | Fachkamera                                               |
| Rolleiflex Hy6 Mod2        | seit 2012           | verbesserte Hardware und neue Firmware-Version           |

## Seit 2004

### Aufspaltung
Franke & Heidecke GmbH

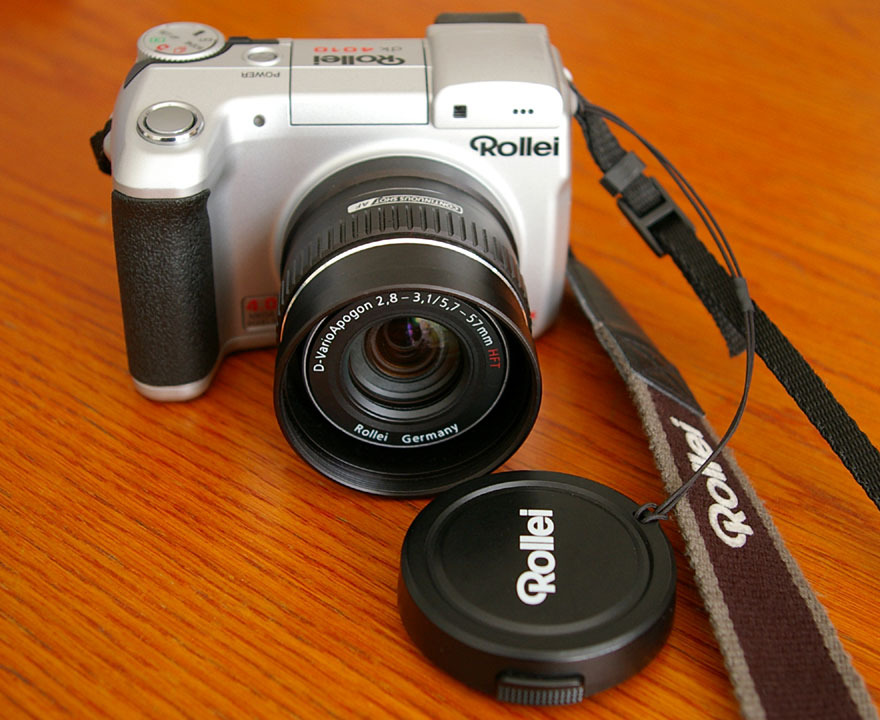
Rollei dk4010

2004 gliederte die Rollei Fototechnic GmbH die Gerätefertigung in die Rollei Produktion GmbH aus, diese firmierte im September 2005 in Franke & Heidecke GmbH um, wobei mit Kai Franke und Rainer Heidecke zwei Enkel der Firmengründer zu den Gesellschaftern gehörten. Franke & Heidecke produzierte wieder Mittelformatkameras, Projektoren, fototechnisches Zubehör sowie Objektive am alten Firmenstandort in der Salzdahlumer Straße in Braunschweig. Am 27. Februar 2009 stellte Franke & Heidecke Insolvenzantrag, am 30. Juni 2009 erhielten alle 131 Mitarbeiter die Kündigung. Die DHW Fototechnik GmbH kaufte Teile der Insolvenzmasse der Franke & Heidecke GmbH und nahm Teile der Fertigung wieder in Betrieb. Seit dem Jahr 2014 ist auch die DHW Fototechnik GmbH insolvent und wurde im April 2015 abgewickelt. An ihre Stelle trat die bis heute aktive DW Photo GmbH.
Rollei GmbH
Die Rollei Fototechnic GmbH wurde inzwischen in Rollei GmbH umbenannt und verkaufte zunächst fernöstliche Digitalkameras und Unterhaltungselektronik, darunter beispielsweise MP3-Spieler oder digitale Videorecorder. 2006 stellte die Rollei GmbH das operative Geschäft mit Consumer Products ein.
Photogrammetrie und Sonderanfertigungen
Die verbliebenen Geschäftsbereiche Photogrammetrie und Sonderanfertigungen der Rollei GmbH wurden 2007/08 in ein Gemeinschaftsunternehmen mit der dänischen Phase One eingebracht (RolleiMetric). Das Unternehmen produzierte weiter am Stammsitz in Braunschweig, war aber zwischenzeitlich als Metric Imaging Department in die Trimble Holdings GmbH (Raunheim) eingegliedert, die im Mai 2001 gelöscht wurde.
2007 wurde die Rollei Metric GmbH von der Rollei GmbH übernommen, verschmolz im Oktober 2008 mit dieser und erlosch damit.

## Seit 2007
Namensrechte-Verwaltung
Bis Anfang 2010 verwaltete die Rollei GmbH mit Firmensitz in Berlin weiter die Rollei-Rechte und -Lizenzen.
Ein weiterer Namenszweig vertreibt von Hans O. Mahn & CO. KG (Maco) hergestellte Filme unter der Markenbezeichnung Rollei. Es handelt sich um Restposten vormaliger Agfa- und Ilford-/Kentmere-Filmtypen sowie umetikettierter Luftbild- und Reprofilme. Stand 2024 scheinen die Produkte noch vertrieben zu werden.

### Neuer Eigentümer
Die RCP-Technik GmbH & Co KG mit Sitz in Hamburg, die seit 2007 Lizenznehmer der europaweiten Rollei-Markenrechte ist und die Rollei Consumer Produkte vertreibt, hat zum 1. Januar 2010 die Marke Rollei erworben. Der Markenerwerb beinhaltet die weltweiten Markenrechte.
2015 wurde aus der RCP-Technik GmbH die Rollei GmbH & Co. KG. Der Unternehmenssitz ist Norderstedt. Die Produktentwicklung ist in Norderstedt, die Designer sitzen in Hongkong, produziert wird in Asien.
Das aktuelle Produktportfolio der Rollei GmbH & Co. KG umfasst Stative, Fotofilter, Studioblitze, Actionkameras, Camcorder, digitale Bilderrahmen sowie Dia-/Film- und Fotoscanner. Die neuen Rollei-Produkte sind aktuell in der Schweiz, Österreich, Italien, Frankreich, Portugal, Großbritannien, Griechenland, Schweden, Dänemark und den Niederlanden im Markt präsent.

### Rolleiflex
Die DHW Fototechnik in Braunschweig war auf der photokina 2012 vertreten und stellte die stark weiterentwickelte Rolleiflex Hy6 mit dem Namen Hy6 Mod2 vor. Mit der Hy6 konnte wahlweise mit Film (6×6 oder 4,5×6) oder mit verschiedenen Digital-Rückteilen fotografiert werden. Daneben gab es eine Neuauflage der zweiäugigen 6×6 Mittelformatkamera Rolleiflex als FX-N, eine Weiterentwicklung des früheren Rollei Electronic Shutter sollte es als DHW Electronic Shutter No. 0 HS1000 geben. Die Fachkamera X-Act2, die Kleinbildkamera Rollei 35 und die Rolleivision Projektoren wurden zunächst weiterhin gefertigt. Die Rolleiflex 6008 war nach wie vor als 6008 AF (mit Autofokus) oder in der Variante Rolleiflex 6008 Integral II (ohne Autofokus) erhältlich.

## Bildergalerie

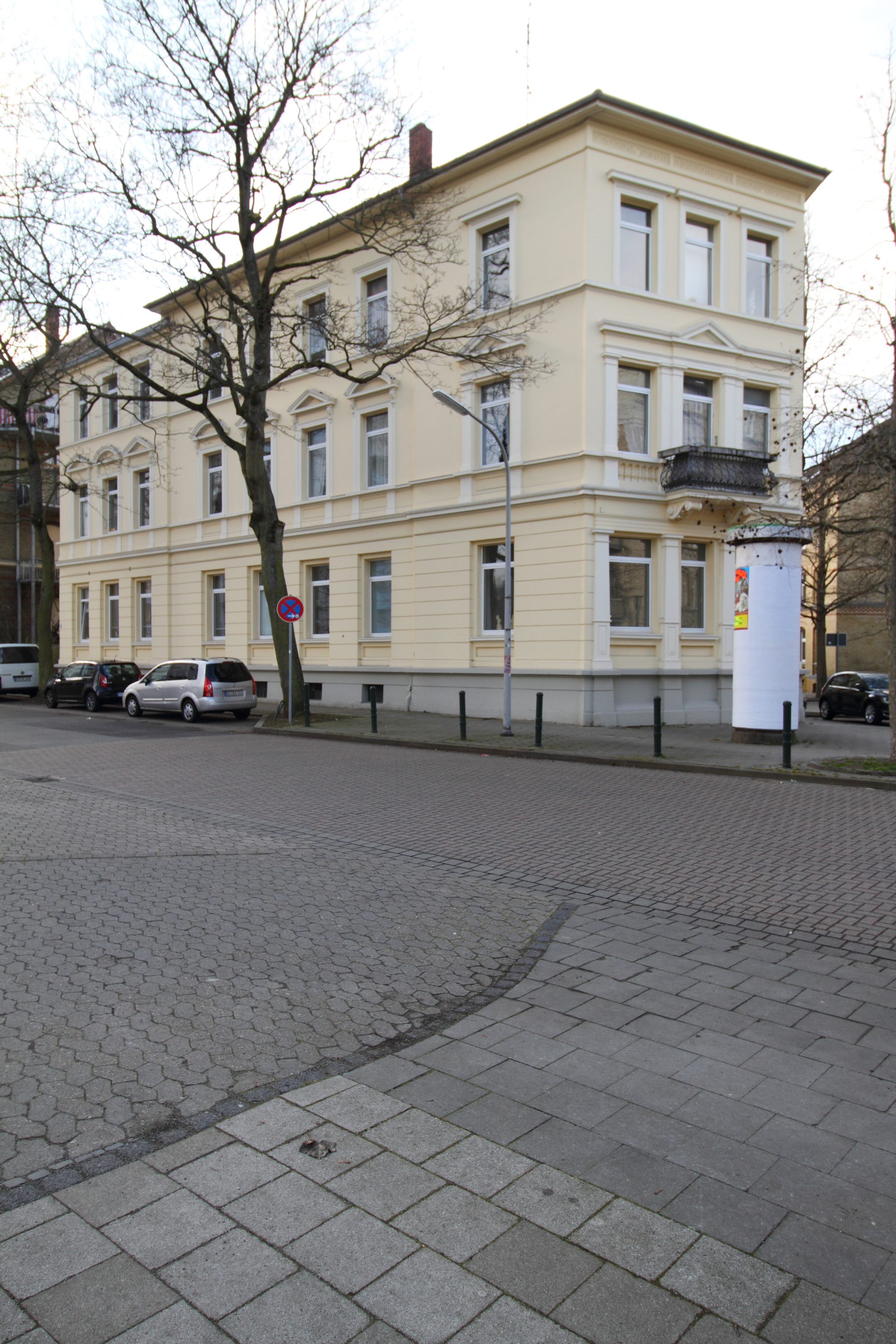
Stammhaus, Ostseite
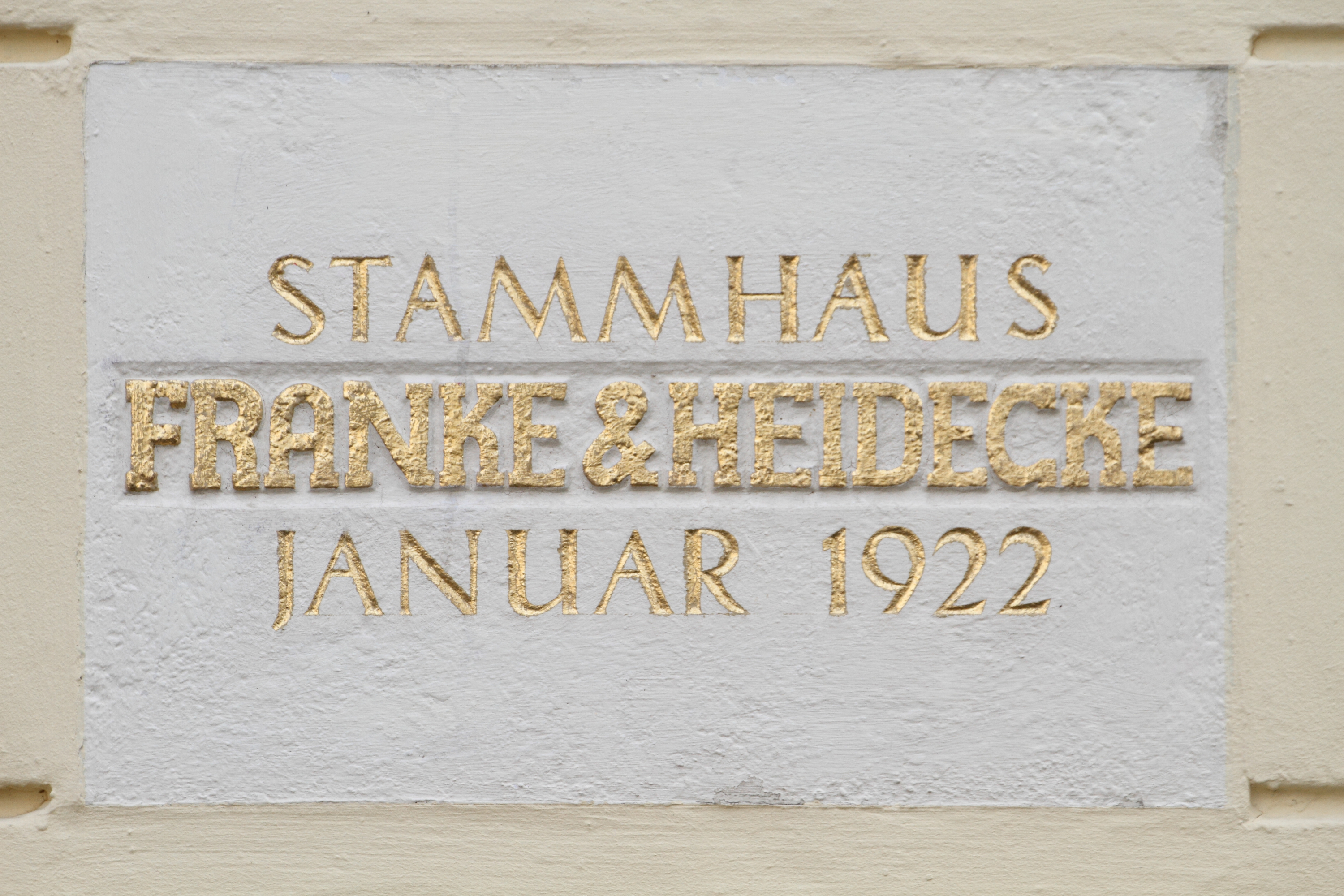
Stammhaus, Gedenkschrift
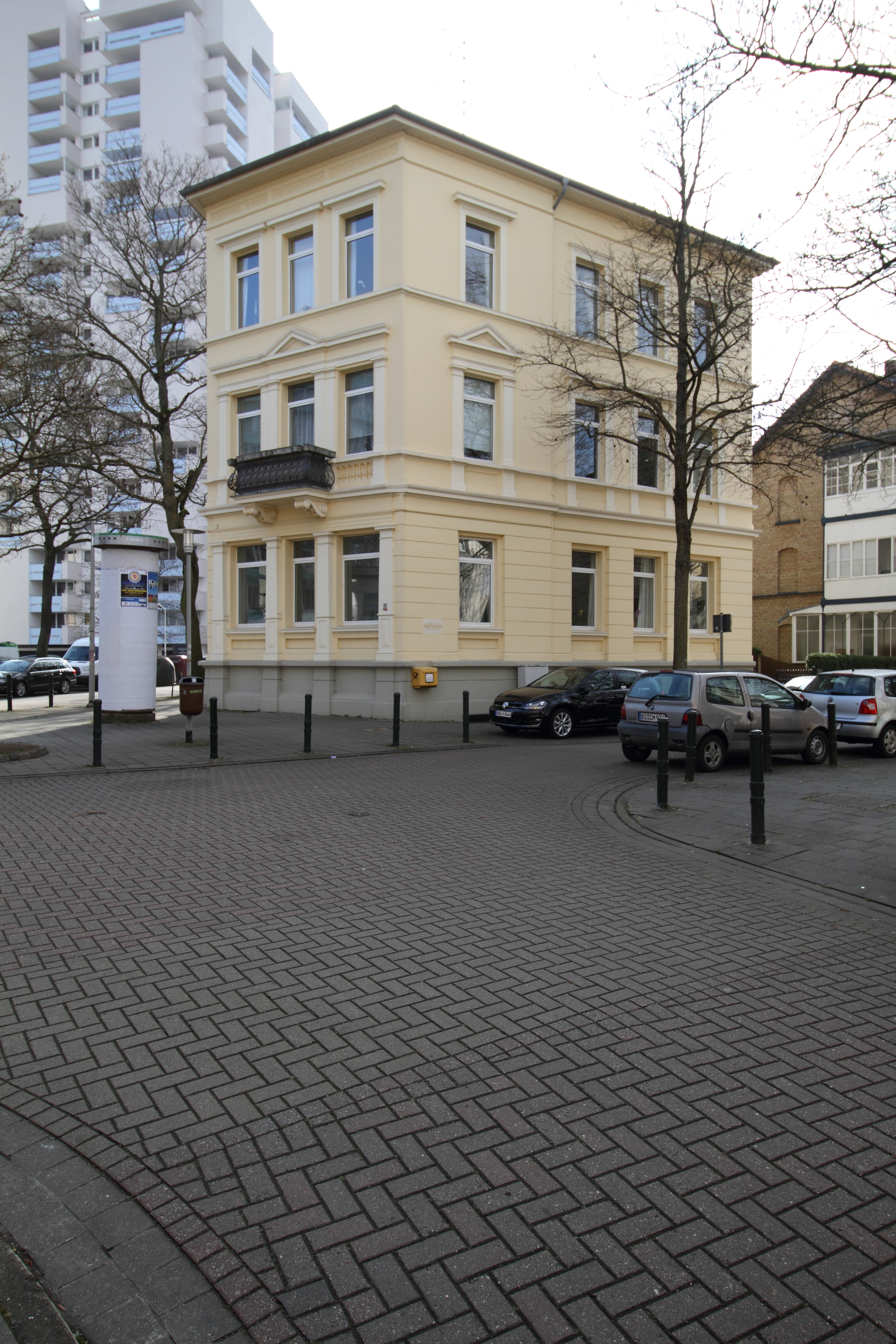
Stammhaus, Westseite
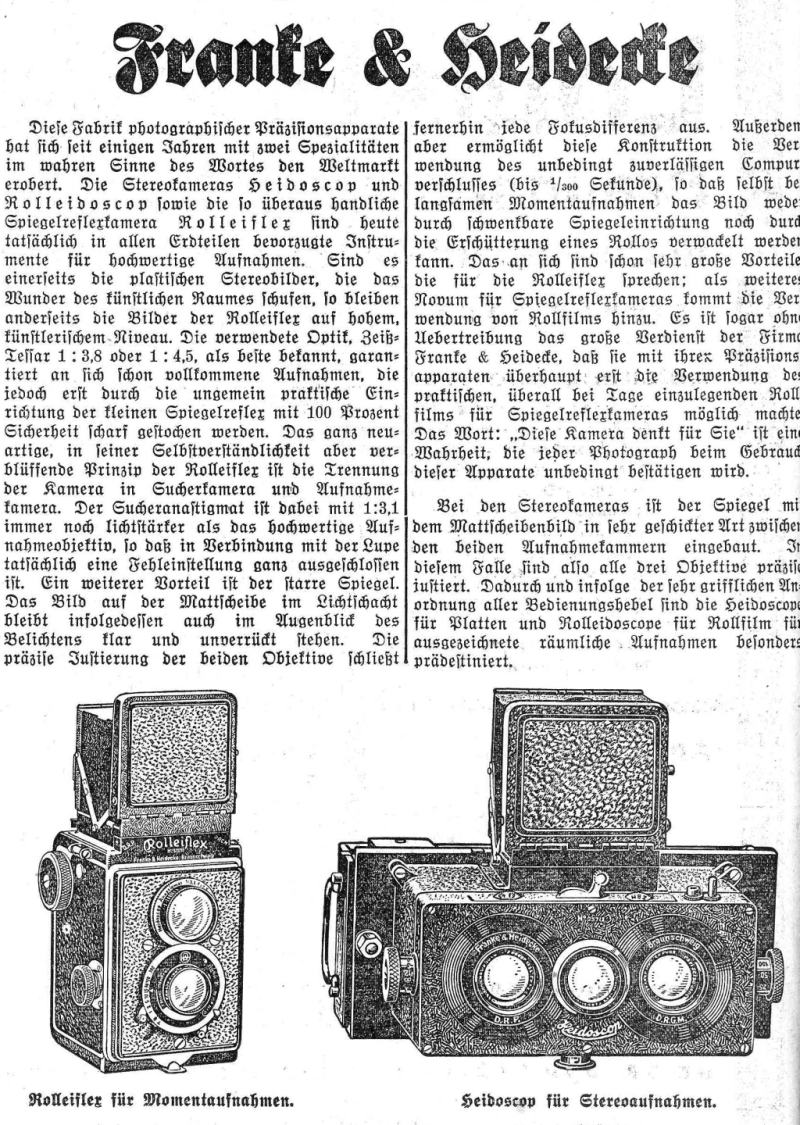
Werbung mit der Rolleiflex
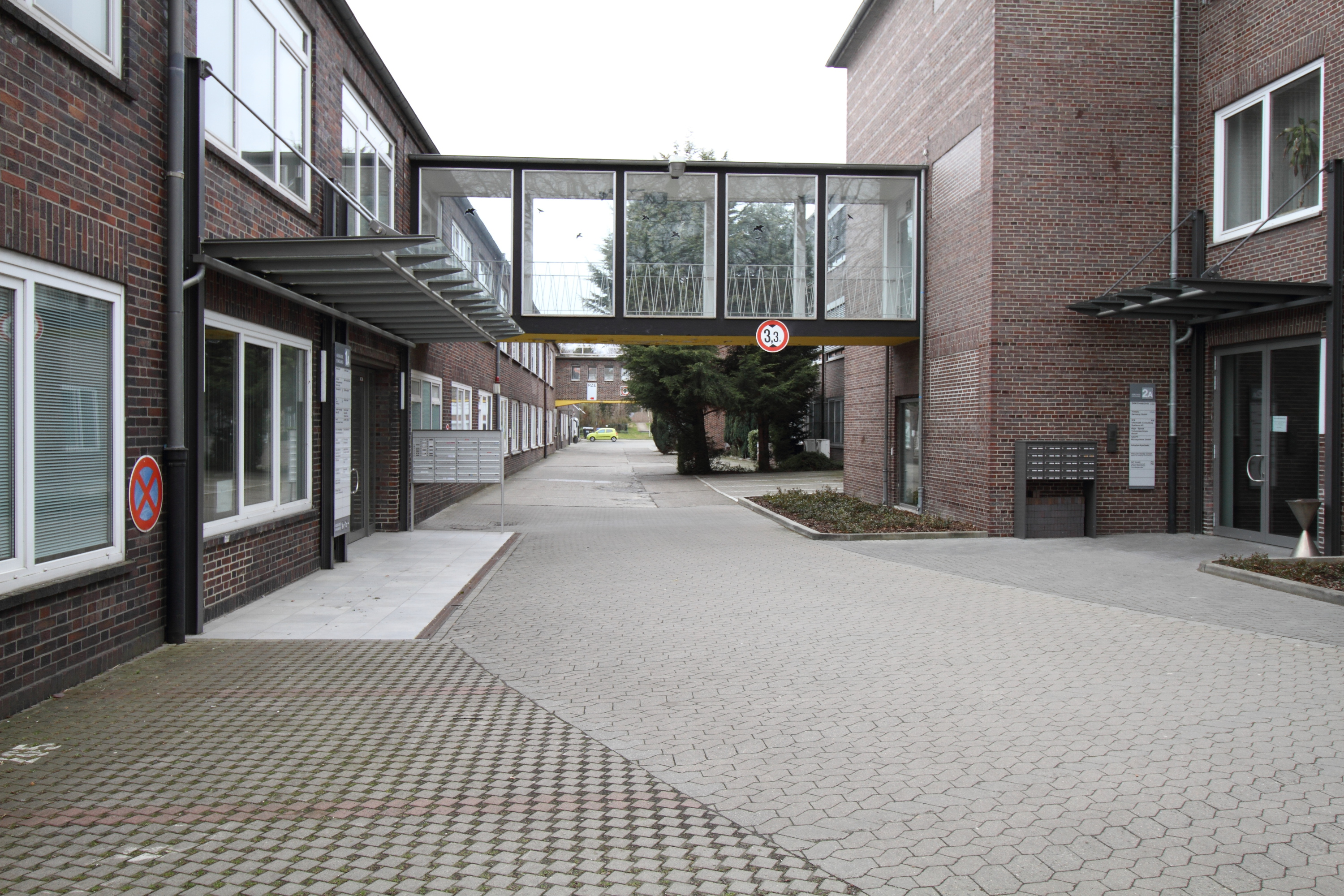
Werkstattgebäude I (links) und II (rechts), Salzdahlumer Straße
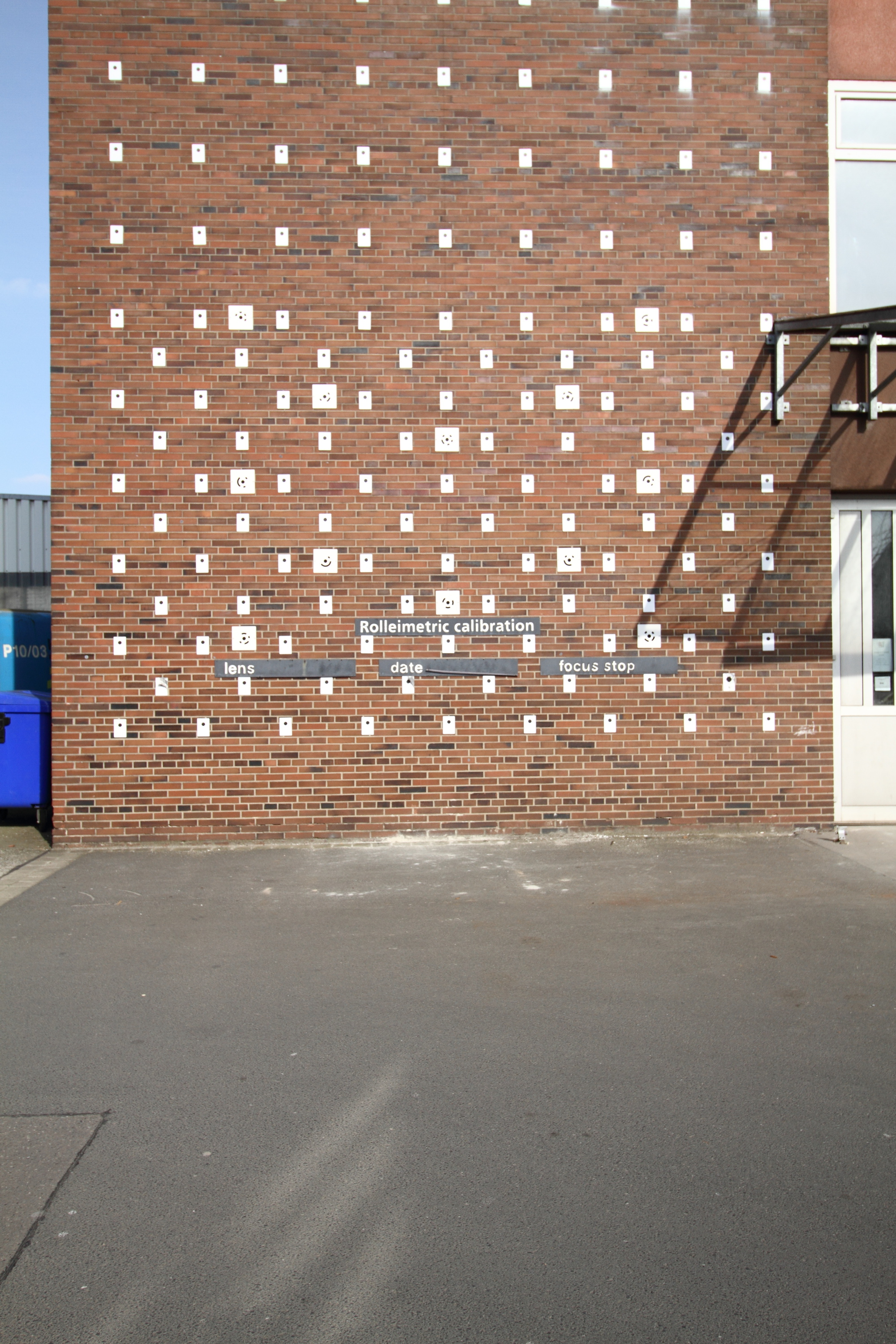
Testwand für das System Rollei Metric am Werkstattgebäude II, Salzdahlumer Straße
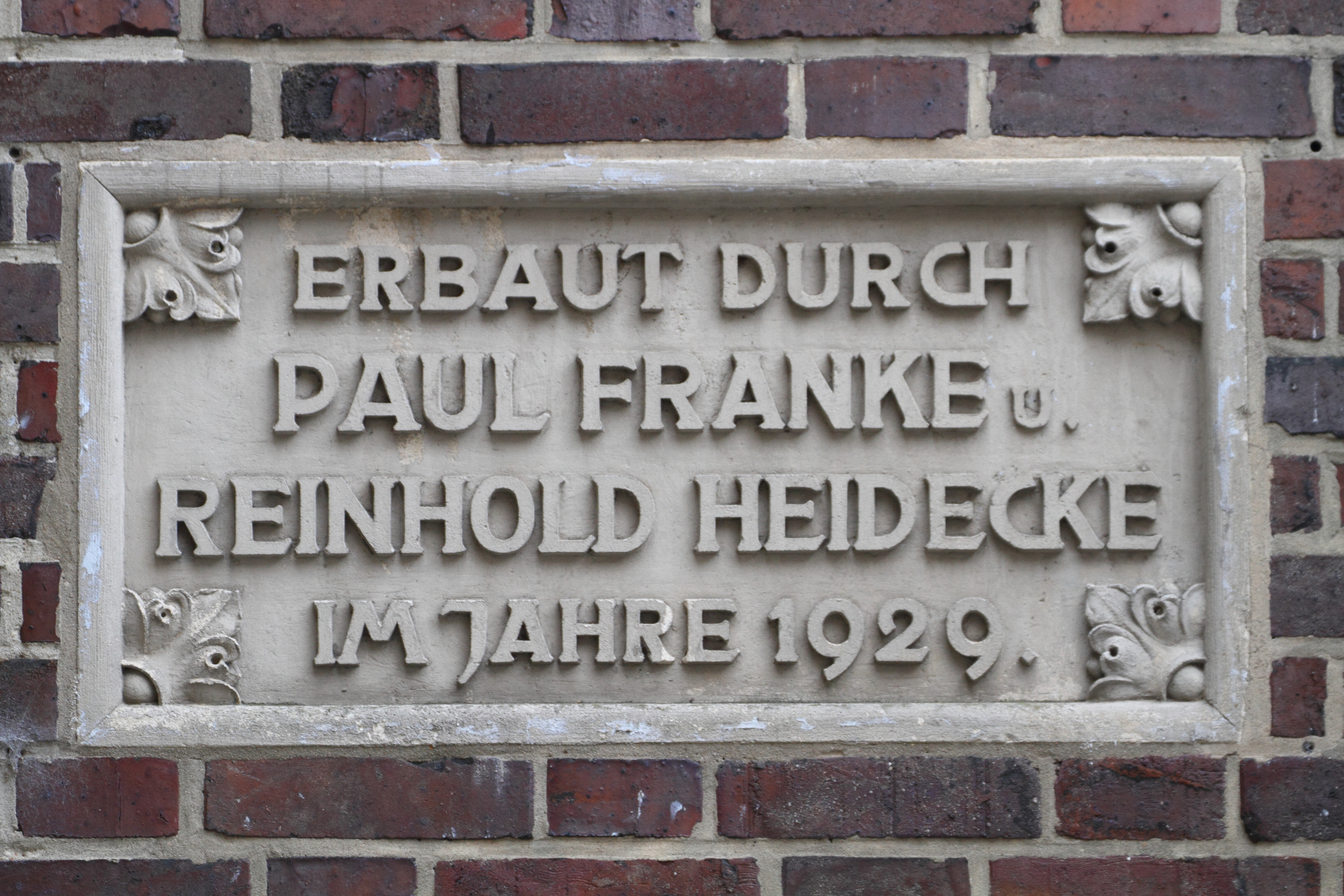
Werkstattgebäude I, Salzdahlumer Straße, Gedenkschrift
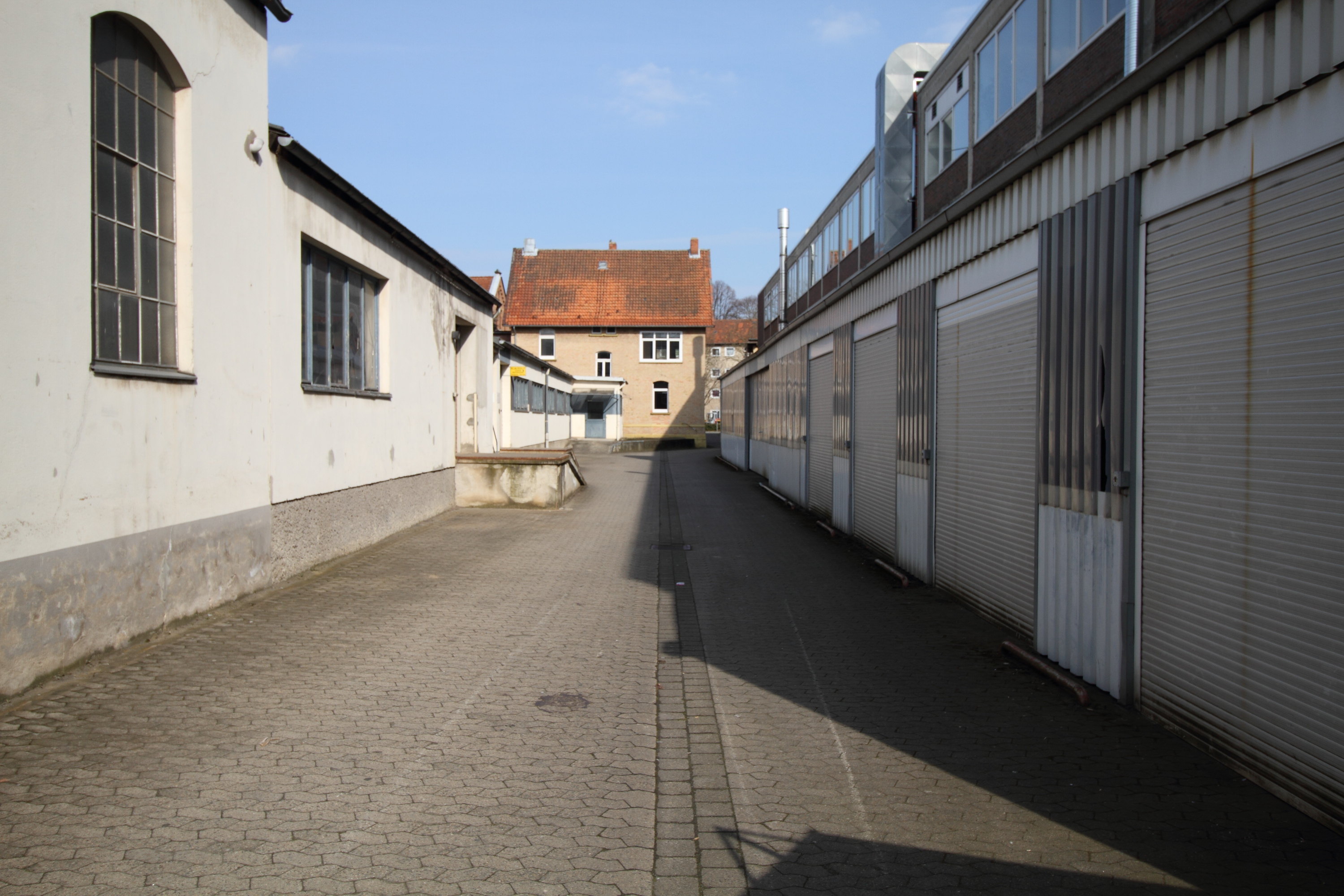
Werkstattgebäude II (rechts), IV (in der Mitte), V (links), Salzdahlumer Straße
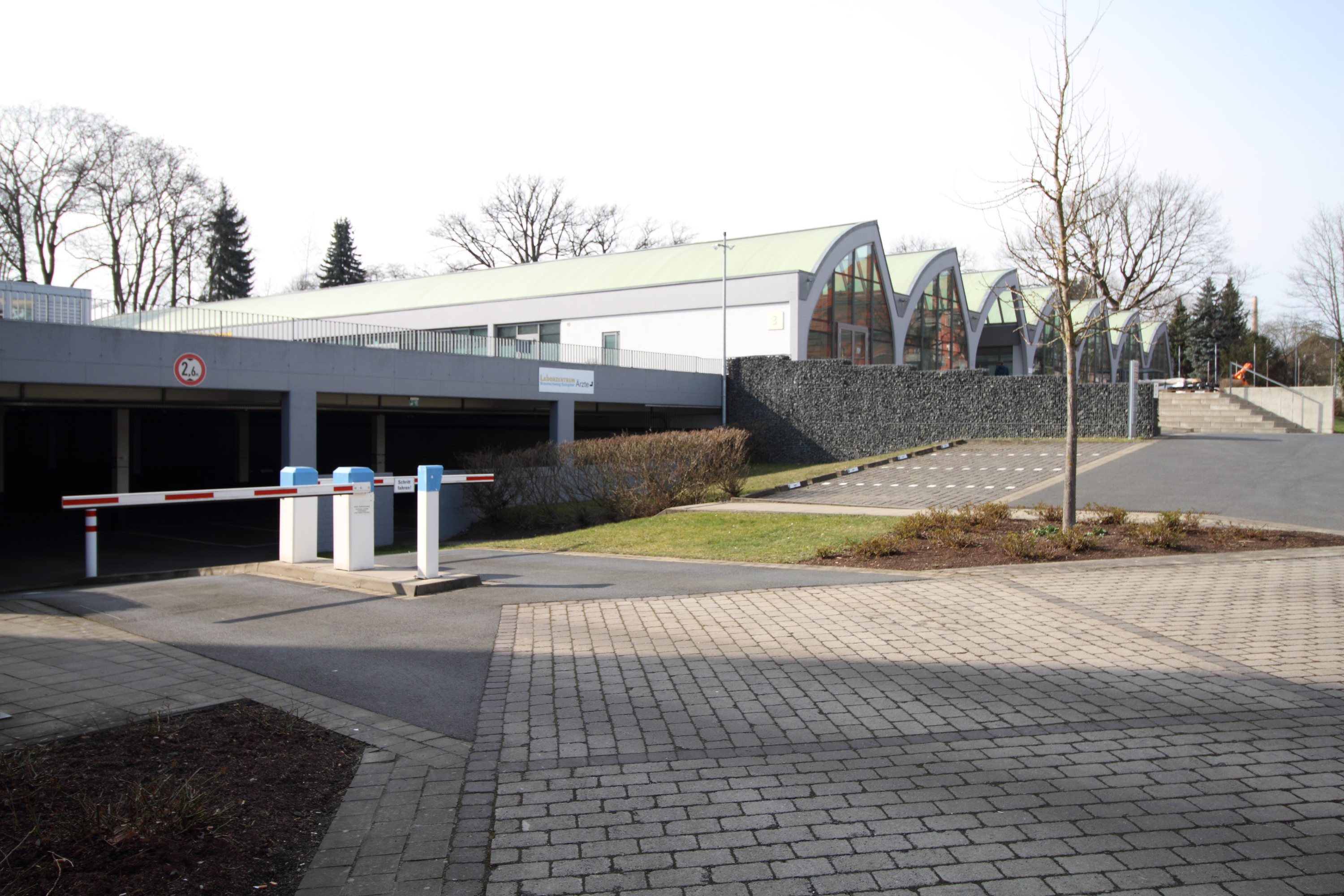
Werkstattgebäude VIII, Salzdahlumer Straße (Architekt Friedrich Wilhelm Kraemer)
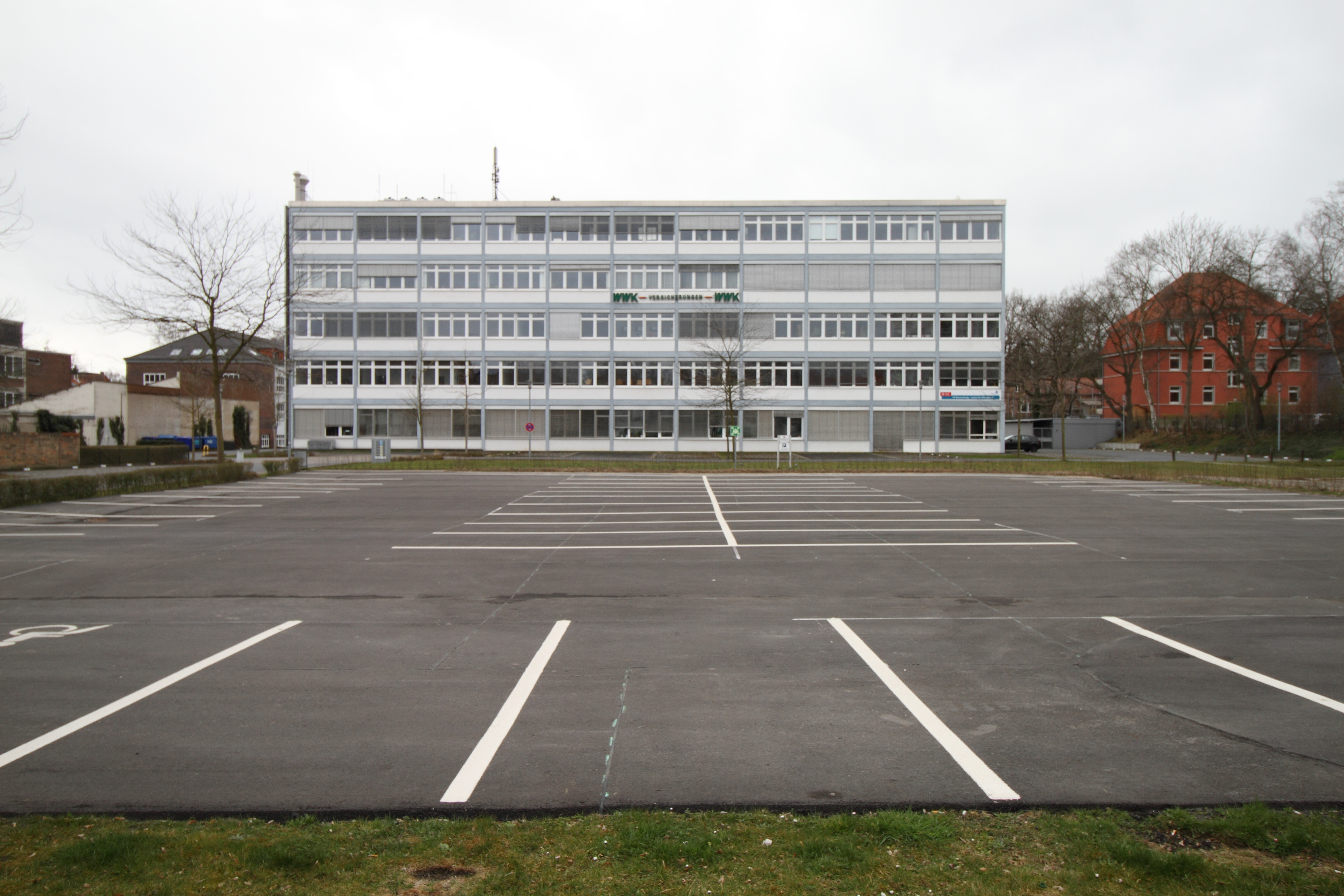
Werkstattgebäude IX, Salzdahlumer Straße (Architekt Friedrich Wilhelm Kraemer)
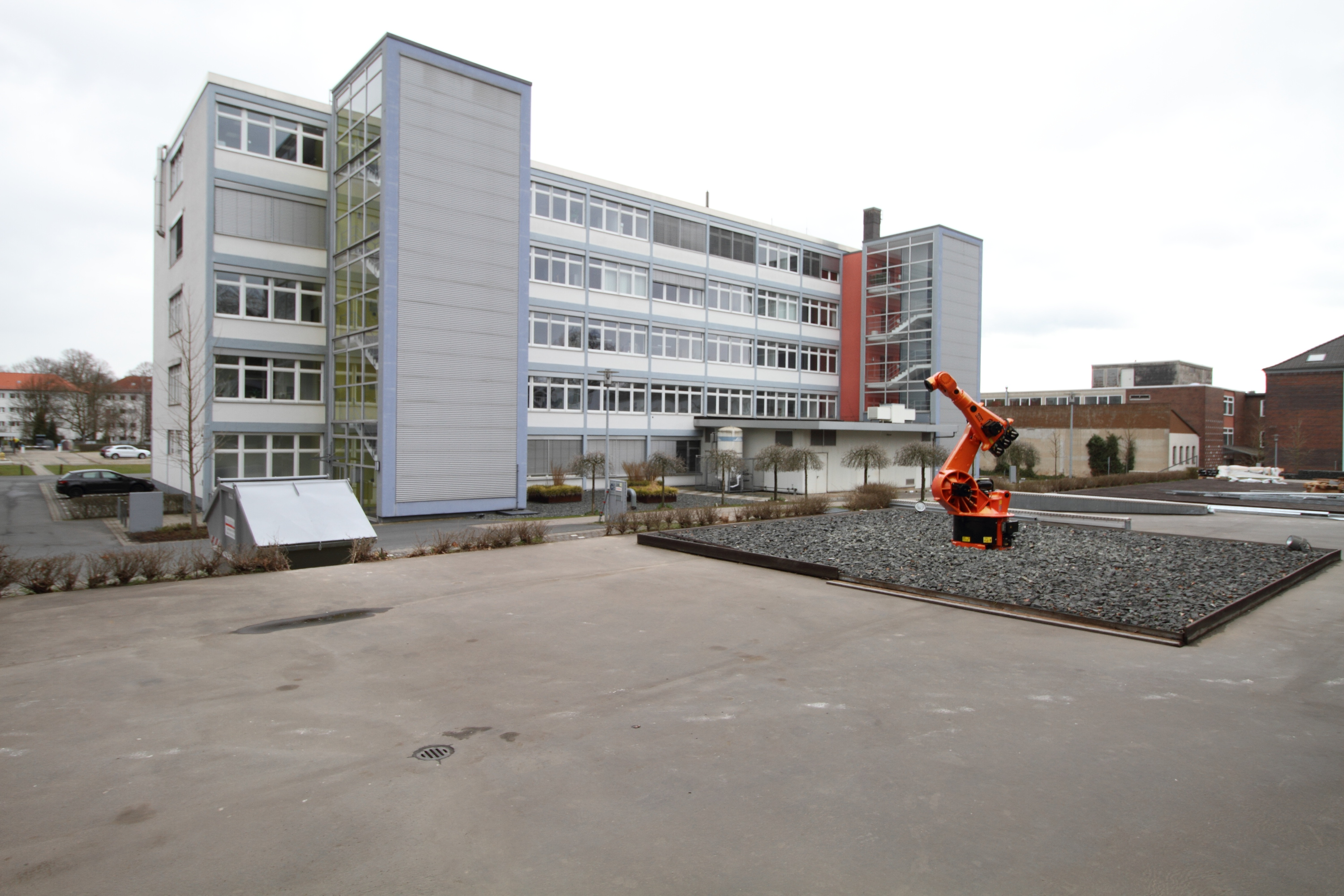
Werkstattgebäude IX, Salzdahlumer Straße, Rückseite